# Jacques Lacan
Pour les articles homonymes, voir Lacan.
Pour le germaniste, voir Jacques Lacant.
Pour l'architecte, voir Jacques Lucan.
Jacques Lacan, né le 13 avril 1901 à Paris dans le 3e arrondissement, mort le 9 septembre 1981 à Paris dans le 6e arrondissement, est un psychiatre et psychanalyste français.
Après des études de médecine, il s'oriente vers la psychiatrie et passe sa thèse de doctorat en 1932. Tout en commençant avec Rudolph Loewenstein une psychanalyse qui se solde par un échec et une mésentente au bout de six ans et demi, il intègre la Société psychanalytique de Paris (SPP) en 1934 et en est élu membre titulaire en 1938.
C'est après la Seconde Guerre mondiale que son enseignement de la psychanalyse prend de l'importance. Son évolution théorique — du retour à Freud à l'opposition à certains courants psychanalytiques tels que l’ego-psychology — accompagne une scission au sein de la Société psychanalytique de Paris en 1953, année du début des séminaires qu'il donne jusqu'en 1979 successivement à l'hôpital Sainte-Anne, à l'École normale supérieure puis à la Sorbonne.
Jacques Lacan a donné naissance à un courant psychanalytique, le lacanisme, qui s'est développé en de nombreuses associations de psychanalystes se réclamant de son enseignement. En dépit des critiques, tant de la part de psychanalystes que d'intellectuels, Lacan a marqué le paysage intellectuel français et international, par les disciples qu'il a suscités et par les rejets qu'il a provoqués.
Les critiques, à l'instar de Karl Popper, Noam Chomsky, Alan Sokal ou encore Roger Scruton, notent une opacité du langage lacanien, une absence de validation empirique de ses théories, un manque total de rigueur scientifique, et une utilisation inappropriée du langage mathématique. Certains, comme Claude Lévi-Strauss, lui reprocheront aussi une application essentiellement abstraite du structuralisme, au détriment des applications pratiques.

## Biographie

### Jeunesse (1901-1925)

#### Enfance, adolescence, études (1901-1923)
Jacques Lacan est issu d'une famille de la bourgeoisie commerçante.
Son grand-père Edme Emile Lacan, né en 1839 à Château-Thierry, mort en 1923 à Orléans, est représentant de commerce pour la vinaigrerie Dessaux. Il épouse en 1866 Marie Julie Dessaux, la fille du chef de son entreprise.
Son père Alfred Lacan, né en 1873 à Orléans, mort en 1960 à Boulogne-Billancourt, est mobilisé lors de la Grande Guerre. Il est également représentant de commerce de Dessaux, dont il devient responsable financier. En 1900, il épouse, dans le 3e arrondissement de Paris, Émilie Baudry, née en 1876 à Paris dans le 4e arrondissement, morte en 1948 à Boulogne-Billancourt. La famille maternelle de Lacan est également bourgeoise : son grand-père maternel est batteur d'or et la famille est catholique pratiquante.
De leur union naissent quatre enfants, dont Jacques est l'aîné. Le deuxième enfant, Raymond, né en 1902, meurt à onze jours d'une hépatite. Sa sœur Magdelaine naît en 1903 et meurt en 1995 dans le 7e arrondissement. Son dernier frère, Marc, né en 1908, mort en 1994 à Ganagobie (Alpes-de-Hautes-Provence), étudie le droit et la philosophie à l'Institut catholique et à la Sorbonne avant d'entrer à l'abbaye d'Hautecombe comme moine bénédictin sous le nom religieux de « François ».
Le toit d'un appartement parisien est partagé avec les grands-parents, ce qui entraîne une rupture entre père et grand-père. Lacan, élevé en compagnie d'une gouvernante, garde ensuite de cette enfance un souvenir effroyable, aussi bien à l'égard des conflits domestiques que de la religiosité, incarnés dans le mépris qu'il portait à son grand-père.

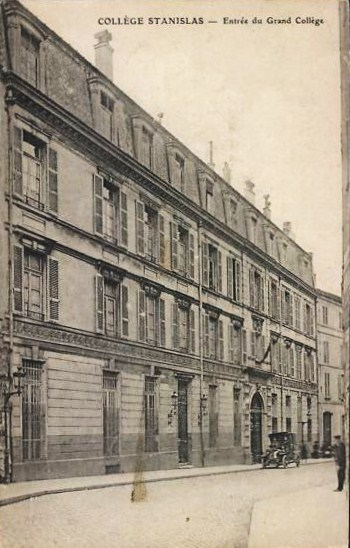
Collège Stanislas, rue Notre-Dame-des-Champs.

Jacques Lacan fait sa scolarité au collège Stanislas,, établissement d'enseignement privé catholique : malgré une complexion maladive et de nombreuses absences, il y fait, selon Roudinesco, de brillantes études dans le cursus primaire commencé en 1907, puis dans le cursus secondaire,. C'est à quatorze ans qu'il découvre l'Éthique de Spinoza, qui influencera sa pensée. 
Vers la fin de la Grande Guerre, Lacan rompt avec les idées de son milieu,. En classe de philosophie, durant l'année 1917-1918, il reçoit avec un vif intérêt l'enseignement de Jean Baruzi (avec lequel il noue plus tard des liens d’amitié),, auteur d'une thèse sur Jean de la Croix, ayant une conception de l'étude des religions orientée vers l’étude scientifique, historique et comparative. Baruzi s'intéresse également à Leibniz, Saint Paul et Angelus Silesius. Saint Paul est une référence importante dans la réflexion ultérieure de Lacan sur le désir et la loi et Angelus Silesius est cité lui aussi à plusieurs reprises.
Son père, rentré du front, n'est plus le même. Le fils renonce à la foi, fréquente la librairie d’Adrienne Monnier et y découvre Dada, et le premier surréalisme avec la revue Littérature. Il rencontre André Breton et Philippe Soupault qui expérimentent l'écriture automatique notamment dans Les Champs magnétiques. C'est contre l'avis de son père qu'il commence des études de médecine à la rentrée 1919.

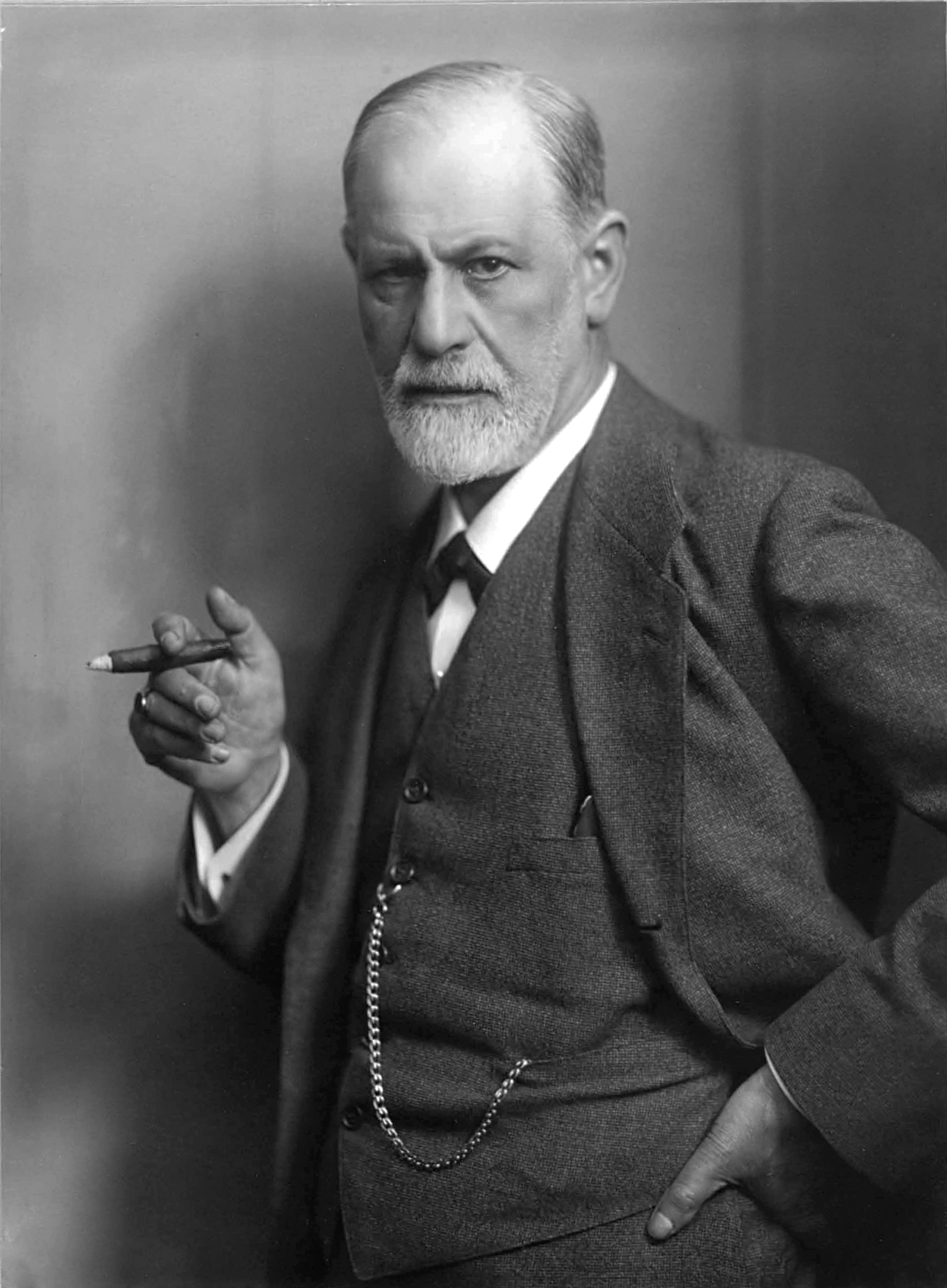
1923 : Lacan entend parler de Freud.

Étudiant dans le quartier latin des années folles, il assiste à la première lecture d'Ulysse de James Joyce à la librairie Shakespeare & Co.,, donnée par Sylvia Beach le 7 décembre 1922. En 1923, il entend parler pour la première fois de Sigmund Freud. La même année, il est exempté du service militaire du fait de sa faible constitution. Germaniste accompli, selon Roudinesco, il lit Nietzsche en allemand : il proposera à son jeune frère de lire pour la fête de la Saint Charlemagne de l'année 1925 l'éloge qu'il a rédigé de l'auteur de Par-delà le bien et le mal, d'après l'anecdote que rapporte l'historienne .

#### Incertitudes maurrassiennes (1923-1925)
Dès 1923, Lacan s'intéresse aux idées de Charles Maurras, sans pour autant adhérer au principe de l’antisémitisme. En 1924, au terme de son externat, Jacques Lacan interrompt ses études de médecine et envisage de s'installer au Sénégal. Introduit auprès de Maxime Weygand, c'est en monarchiste nouvellement converti qu'il se présente à Léon Daudet, ex-étudiant en médecine qui accompagna Sigmund Freud en 1886 au cours de Jean-Martin Charcot. Il sollicite avant son départ pour un appui, un rendez-vous avec Charles Maurras,, peut-être pour faire de la politique. L'entrevue dure cinq minutes, suite de quoi il participe à des réunions de l’Action française,.
Selon Bertrand Ogilvie, la sociologie positiviste de Maurras, qui présente le sujet comme un produit de son milieu, partant de sa culture, a pu créer un malentendu avec une conception qu'Édouard Pichon pousse jusqu'à l'absurde d'un inconscient national. Le jeune Lacan s'inspire pour sa part de la thèse de l'éthologue Jakob von Uexküll sur le rôle déterminant de l'environnement non pas seulement sur l'évolution des espèces mais sur l'élaboration d'un langage. Il se montre en cela fidèle au projet spinozien d'une anthropologie déterministe, de ce déterminisme qui réduit l'illusion cartésienne du libre-arbitre à l'inconscience de ses déterminations, en particulier de ses déterminations sociales. En cela, il préfigure la conception de Claude Lévi-Strauss qui identifie le développement du psychisme individuel à un jeu dans la structure sociale à laquelle appartient cet individu.

### Interne des asiles (1926-1932)

#### Étude du langage des malades psychiques (1926-1927)

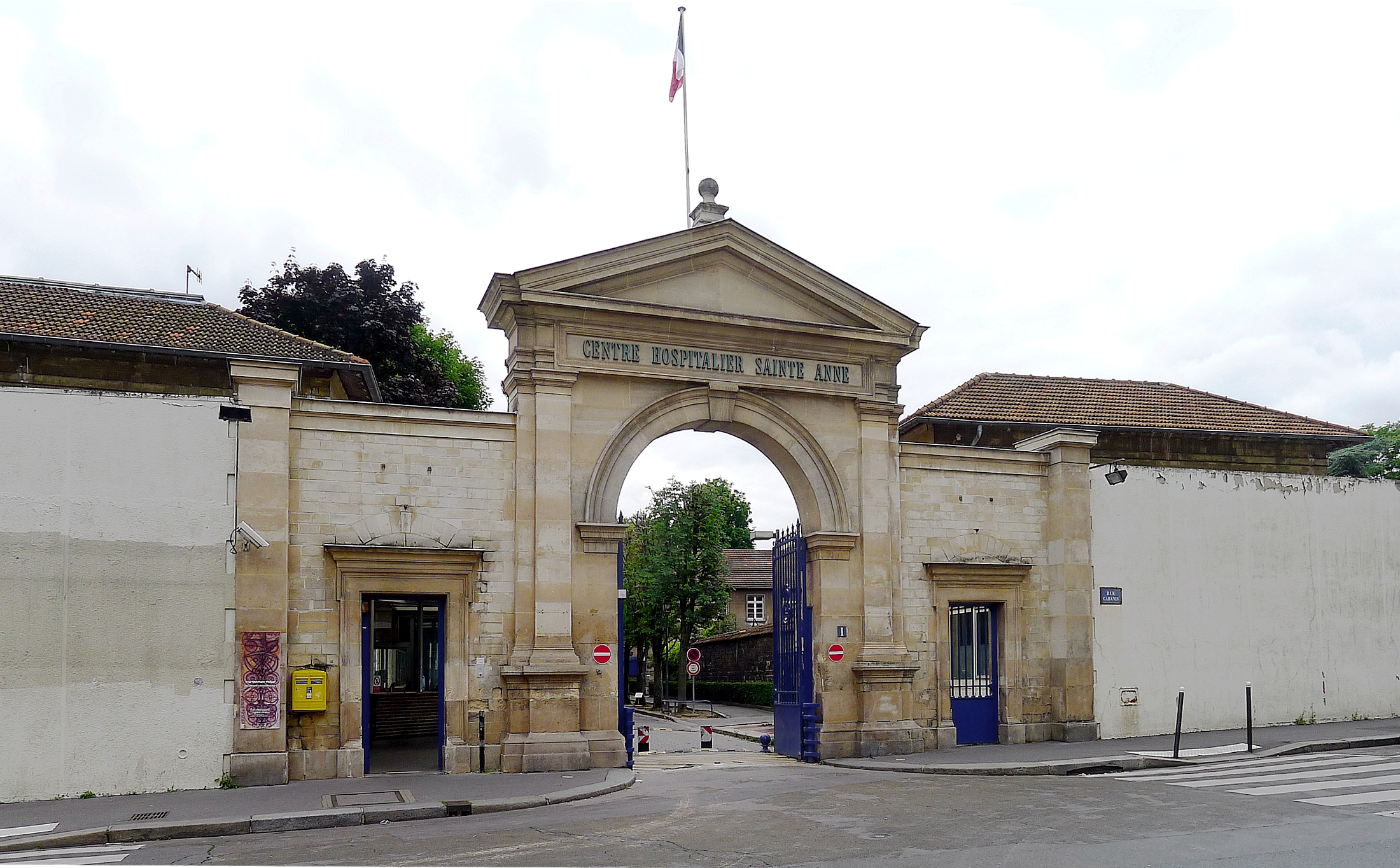
1927 : Lacan commence son internat à Sainte-Anne.

Le départ pour les colonies n'a finalement pas lieu et l'étudiant reprend son cursus à la faculté de médecine de Paris en neurologie, la spécialité psychiatrie n'existant pas à l'époque[réf. nécessaire].
Parce qu'il a perdu la foi pendant son adolescence et qu'il se sent une responsabilité d'aîné, il vit comme un échec personnel l'ordination sacerdotale de son frère à l'abbaye d'Hautecombe en 1929. Le 4 novembre, il fait sa première présentation de malade sous la direction du neurologue Théophile Alajouanine à la Société neurologique de Paris,,.
Lacan réussit le concours qui lui permet de commencer en 1927 son internat dans le service « Clinique des maladies mentales et de l’encéphale », dirigé par Henri Claude, un des maîtres de Lacan à Sainte-Anne. Lacan y reste jusqu'en 1931. Durant cette période, son intérêt se déplace de la neurologie à la psychiatrie.
Il s'initie à la linguistique structuraliste de Ferdinand de Saussure, pour analyser un cas de psychose, dans lequel le délire s'exprime par une forme de langage écrit,.  Il présente ses conclusions le 11 décembre 1931 à la Société médico-psychologique où il défend l'idée que le déficit de la pensée des patients n'est pas antérieur mais consécutif à leurs hallucinations et qu'il arrive même que leurs délires, construits par négation (analgésie, hypocondrie, idée d'immortalité, mégalomanie, etc.), s'expriment avec force et vivacité dans un discours à la structure grammaticale singulière mais riche, notamment par des écrits plus ou moins poétiques, avant de conduire à la vésanie. Ce qui lui est donné d'observer, ce sont en quelque sorte des cas Schreber in vivo, dans la ligne des troubles du langage étudiés par Jules Seglas.

#### École française des aliénistes (1928-1929)
À Sainte-Anne, l'interne Lacan est au cœur de l'école de la clinique des formes les plus inexplicables de la psychose, celles de la paranoïa délirante, telles que les y a décrites de la manière la plus fine jusqu'à quelques décennies plus tôt Valentin Magnan, et telles que continuent de les enseigner Henri Claude. Toutefois dans la très grande majorité des cas le patient reste traité en rebut et l'étiologie toujours attribuée à une supposée dégénérescence physique. Lacan bénéficie d'échanges de vues avec des aliénistes notoires et du soutien du cercle de recherche que constitue la revue L'Évolution psychiatrique animé par Angelo Hesnard, René Laforgue, Henri Codet, Adrien Borel et Eugène Minkowski.
C'est auprès du chef du service de l'asile de Maison Blanche et ami Marc Trénel, élève de Paul Sérieux et spécialiste de la psychiatrie légale, qu'il apprend la clinique des troubles du langage. Le 2 novembre 1928, il présente à la Société neurologique de Paris un cas diagnostiqué comme étant de pithiatisme, résistant à la « suggestion » dont il diagnostique la nature psychonévrotique en l'absence de lésion organique.
Il exerce son année d'internat 1928-1929 à l'infirmerie psychiatrique de la préfecture de police, sous la direction de Gaëtan de Clérambault. Lacan dira que c'est auprès de l'inventeur de l'automatisme mental et de l'érotomanie qu'il a appris à observer les néologismes « idéogéniques » par lesquels Paul Guiraud caractérise les langues psychotiques en dépit de son opposition au point de vue mécaniste et organiciste de Clérambault et, selon Paul Bercherie, des jalousies sourcilleuses de celui-ci. Clérambault ne pardonnera pas à son élève d'être passé, dans sa thèse de doctorat, dans le camp adverse, celui d'Henri Claude et de la psychanalyse. Querelleur fameux, il l'accusera publiquement de plagiat au cours d'une séance de la Société médicopsychologique, ce à quoi le jeune docteur répondra avec aplomb. Bien qu'il l'ait empêché d'obtenir l'agrégation, Jacques Lacan reconnaitra pourtant en lui son « seul maître en psychiatrie ». Ce qui ne l'empêchera pas de qualifier l'automatisme mental de Clérambault de « conception élémentaire ».

#### Relations triangulaires et surréalisme ou la folie faite art (1929-1930)
Pendant son internat, Lacan habite un modeste meublé, rue de la Pompe. Il est l’amant à cette époque de Marie-Thérèse de Bergerot, de quinze ans son aînée, et, vers 1929, d'Olesia Sienkiewicz, deuxième femme de son futur ami Pierre Drieu la Rochelle, qui venait de la délaisser pour Victoria Ocampo. La liaison avec Olesia dure jusqu'en 1933 et demeurera secrète. Elle dactylographiera sa thèse tandis que Marie-Thérèse en financera l’impression.
Selon Victoria Ocampo, il fréquente le cercle décadent de la comtesse Isabel Dato où il se lie avec Georges Bataille [réf. souhaitée], - qu'il ne suivra cependant pas dans le mouvement anti mussolinien du Cercle communiste démocratique -, et avec Pierre Drieu la Rochelle, - qui a quitté sa femme, Olesia Sienkiewicz, devenue maitresse de Lacan, en 1929 pour complaire à la jalouse Victoria Ocampo. (Celle-ci, de passage à Paris pour organiser une exposition Tagore, a promis à l'écrivain d'entrer au comité de rédaction de sa future revue Sur…).
En juillet 1930, la lecture de L'Âne pourri de Salvador Dalí dans la revue Surréalisme au service de la révolution, lui permet, selon ses termes, de « rompre avec la doctrine des constitutions et de passer à une nouvelle appréhension du langage dans le domaine des psychoses », à travers une conception particulière de Dalí nommée la méthode paranoïaque-critique. Lacan contacte le peintre et vient l'écouter dans sa chambre d'hôtel disserter sur des rapports entre création artistique et paranoïa qui permettraient de surpasser la passivité de l'écriture automatique. À partir de décembre, il retrouve au Cyrano de la place Blanche le directeur de la revue, André Breton, ancien infirmier psychiatrique sensible au rôle de suppléance joué par le délire et adepte de Freud qu'il est allé rencontrer à Vienne en 1922. 

#### De l'école zurichoise du Burghölzli au concept de personnalité paranoïaque (1930-1931)
En août et septembre 1930, il accomplit, peut-être grâce à l'entremise d'Eugène Minkowski, un stage à la Polyclinique du Burghölzli, - qui en est le service de psychiatrie ambulatoire -, sous la direction de l'ex assistant de Carl Gustav Jung, et successeur d'Eugène Bleuler, Hans Maier (de). Il poursuit l'expérience de soins sans enfermement systématique de 1931 à 1933 à l’hôpital qu'Henri Rousselle a ouvert en 1922 dans les locaux du service des admissions et de l'infirmerie de l'hôpital Sainte-Anne. Établissement autonome dirigé par Édouard Toulouse, c'est le premier de ce type en France. Avec son dispensaire et son service social, il préfigure, non sans insuffisances, la politique de secteur qui se mettra en place en 1960 à partir de l'impulsion donnée par Georges Daumezon.
C'est au cours de cet internat dans l'Hôpital Henri Rousselle, établissement le plus avancé de la recherche psychiatrique à Sainte-Anne, qu'il obtient un diplôme de médecin légiste et surtout qu'il peut faire l'observation de la genèse de la paranoïa et du développement du délire chez ses propres prises en charge. En suivant la voie de la phénoménologie prônée par Eugène Minkowski,,, il théorise l'une et l'autre en 1931 dans « Structures des psychoses paranoïaques » « premier texte doctrinal » dans lequel la paranoïa est perçue comme un effet de « structure » au sens phénoménologique et sous l’influence des vues de Clérambault. Avec le chef de clinique Henri Ey, il applique la leçon de Hans Maier de rapporter les symptômes, au-delà de leur description détaillée, à la personnalité propre du patient, conception empruntée à Karl Jaspers. Pour faire valider sa formation, il se contraint à un discours conformiste sur l'hérédodégénérescence mais s'efforce d'y apporter toutes les nuances possibles.
C'est cependant dans le service voisin d'Henri Claude — qui défendait la psychanalyse en psychiatrie  — qu'il perfectionne sa clinique, en compagnie d'Henri Ey et Pierre Mâle. C'est là que Georges Dumas, titulaire de la chaire en psychopathologie de la Sorbonne, opposé à Henri Claude et à la psychanalyse, et qui fut un maître pour Lacan, a fondé, selon Michel Caire, le célèbre Laboratoire de psychologie, lieu de tous les débats. C'est là que Georges Heuyer, successeur intérimaire d'Ernest Dupré en 1921, a introduit la psychanalyse dans l'institution hospitalière en confiant le poste de psychologue à Eugénie Sokolnicka. S'il est un tenant de l'hérédodégénérescence, Georges Heuyer est sensible à l'efficacité d'une écoute du patient, qu'il assimile à un soin psychologique, et reste ouvert à la psychanalyse, à condition que son exercice soit réservé de préférence à des femmes non médecins.
Du côté du freudisme, à cette époque, ce ne sont que déchirements teintés de chauvinisme entre partisans et opposants de l'analyse profane, au spectacle duquel il assiste les 30 et 31 octobre 1931 avec son collègue Henri Ey lors de la 6e conférence des psychanalystes de langue française, et c'est parce qu'Henri Claude, en prenant ses fonctions en 1922, révoque Eugénie Sokolnicka au motif que la psychanalyse devrait être réservée aux médecins, que Georges Heuyer, qui a besoin d'une preuve médicale de l'efficacité de la psychanalyse, encourage l'interne Lacan à accomplir le saut épistémologique qui est de donner une étiologie psychanalytique au délire. C'est ainsi que le 18 juin 1931, à la section féminine, lui est confié l'examen d'une érotomane criminelle, suivie par Joseph Lévy-Valensi et Daniel Lagache, qui relève de sa spécialité, la médecine légale.
L’année 1931 est une année charnière pour Lacan; celle où il commence une synthèse, en partant de la paranoïa, de « trois domaines du savoir : la clinique psychiatrique, la doctrine freudienne et le deuxième surréalisme ». Cela le conduit, en s’appuyant sur une « brillante connaissance de la philosophie », et après le « cas Aimée », à rédiger sa thèse qui « fera de lui un chef d'école ».

#### Aimée ou la psychanalyse sortant du puits de la médecine (1932)
Le « cas Aimée » lui donne les arguments de sa thèse de médecine, intitulée De la psychose paranoïaque dans ses rapports avec la personnalité,. Soutenue en novembre 1932 devant un jury présidé par Henri Claude.  Elle lui confère le doctorat en médecine, spécialité médecine légale, ainsi que le titre d'assistant des hôpitaux.
Cette thèse est, selon Robert Misrahi « placée sous le signe » et l'« esprit » de Spinoza, cité à la première page et en fin de l’ouvrage, notamment à travers la notion de parallélisme, réponse au problème de l’union de l'âme et du corps et au problème posé dans la psychiatrie par les théories de l’hérédité-dégénérescence. Selon Bertrand Ogilvie, Jacques Lacan, par un renversement d'une morale qui fustige l'illusion réitère la leçon spinozienne qu'au contraire la vie psychique de chacun est d'agir pour la satisfaction de ses différences, et invite à reconnaître que chez le paranoïaque « les illusions n’ont pas moins de consistance et d’intérêt que les vérités », c'est-à-dire qu'il a une personnalité propre, éventuellement productive et poétique, et non pas seulement altérée. Il s'agit de substituer à la tentative de dialogue normatif une analyse des mécanismes de ces illusions au sein du monologue du psychotique pris au sérieux. Cette conception « situe la paranoïa — et la folie en général —, non plus comme un phénomène déficitaire relevant d'une anomalie, mais comme une différence ou une discordance par rapport à une personnalité normale »,. Lacan rapproche le concept spinozien de discordance avec celui de clivage du moi de Freud,.
La définition et la causalité de la paranoïa selon Jacques Lacan s'inscrivent dans une perspective dynamique et non plus organique, remettant en cause le fait que la psychose pourrait avoir une origine unique, et avançant au contraire l'idée de détermination multiple,. Ainsi « Lacan inaugurait, à la manière de Freud, un mode de pensée topique, qui se retrouvera tout au long de son trajet intellectuel ». Lacan, à travers le cas Aimée quittait la psychiatrie pour la psychanalyse et « c'est à Freud et à ses disciples qu'il empruntait des concepts cliniques  […] il abordait le continent de la folie à partir de la révolution freudienne et du primat de l'inconscient »,. Dès lors, la paranoïa, et la psychose, étaient-elles comprises comme étant curables et Lacan invitait la psychiatrie à quitter tout organicisme et à abandonner la position répressive pour adopter les principes de tolérance, de prophylaxie et de cure psychanalytique.
Si sa Thèse occupe une place particulière dans l’itinéraire de Lacan dans la mesure où « elle est encore une œuvre de psychiatrie tout en étant déjà un texte de psychanalytique », il s'y démarque de la première génération psychiatrico-psychanalytique française qui avait intégré le freudisme à une refonte de la théorie de l’hérédité-dégénérescence, en y faisant montre au contraire de son refus « d'intégrer la psychanalyse à la psychiatrie » et de sa conviction de la « nécessité absolue de faire primer l’inconscient freudien dans toute élaboration nosographique issue de la psychiatrie » ; ajoutant à cela une valorisation des conceptions philosophiques et psychiatriques allemandes au détriment des conceptions françaises, dites « latines », Lacan rejoignait les surréalistes. En cela « était-il le premier penseur de la deuxième génération psychiatrico-psychanalytique à opérer une synthèse entre les deux grandes voies de pénétration du freudisme » en France, entre la voie psychiatrique et la voie surréaliste. Lacan regretta de n’avoir pu mener une cure psychanalytique avec Aimée comme il le note dans sa thèse,.
Sa thèse resta cependant ignorée par la première génération de psychanalystes français,. En psychiatrie, c'est son camarade Henri Ey qui rédigera un compte-rendu élogieux dans L'Encéphale. Ce sont des personnalités du milieu artistique et littéraire, Paul Nizan, René Crevel, Salvador Dalí, Jean Bernier — tous traversés à des degrés divers par un engagement marxiste —, qui concoururent à faire de Lacan un « maître à penser pour le futur mouvement psychanalytique français » en tant que « chantre d'une doctrine matérialiste dans le domaine des maladies de l’âme ». Cela conduira Lacan à dépasser sa théorie de la personnalité d’influence spinoziste et la phénoménologie psychiatrique pour se tourner vers un matérialisme hégéliano-marxiste, ce qui le mènera quatre ans plus tard à s'initier à Phénoménologie de l'esprit et à la pensée heideggerienne à travers Kojève et Koyré,.
Lacan traduit en 1932 pour la Revue française de psychanalyse un texte de Freud paru en 1922 et intitulé « De quelques mécanismes névrotiques dans la jalousie, la paranoïa et l’homosexualité » dont le thème se rapportait à une nouvelle conception de la paranoïa,.

### Médecin des asiles (1933-1953)

#### 1933-1934: début d'analyse, mariage, S.P.P.
Lacan a entamé en juin, quelques mois avant la soutenance de sa thèse (« probablement en 1933 après sa thèse », selon Jacques Sédat, « depuis l'automne 1932 » selon Éric Laurent), une psychanalyse auprès de Rudolph Loewenstein, médecin zurichois installé à Paris en 1926 et amant de Marie Bonaparte (« depuis le 2 novembre 1926 après avoir analysé son fils l’année précédente », à l'écart donc, en tant que séducteur, des « règles strictes qu’il promeut » par ailleurs). Celle-ci, unique analysante de Sigmund Freud en France avec Eugénie Sokolnicka, est la mécène de la Société psychanalytique de Paris (SPP).
Selon Élisabeth Roudinesco et Michel Plon, l'analyse de Jacques Lacan avec Rudolph Loewenstein durera « six ans et demi » et se soldera « par un échec et une mésentente durable entre les deux hommes ». D'après Éric Laurent, avec Rudolph Loewenstein comme analyste, Lacan a été confronté durant six ans à un « standard rigide et idéalisant » impliquant une fin de la cure où l'« on doit pouvoir interpréter le transfert en principe sans reste ». Or, « la compétition entre Loewenstein et Lacan se marque nettement dans le transfert ». Au bout de six ans d’analyse, Loewenstein, l'analyste, veut contraindre « son analysant à poursuivre alors que tout est consommé entre les deux partenaires. Bien que l’analyse de Lacan ait duré plus longtemps que la moyenne dans ces années-là, il veut le forcer à rester après son élection [à la S.P.P.] en 1937-1938 » (les titulaires, alors au nombre d’une dizaine, constituaient une élite à l’époque). Pour Lacan, « ce forçage absurde n’avait pas de sens » : il « retiendra de cette analyse que le transfert négatif est un élément décisif de la pratique psychanalytique : “le nœud inaugural du drame analytique” ».
En octobre 1933, Lacan est invité par son professeur Hans Maier (de) à la conférence annuelle de la Société suisse de psychiatrie. Quelques semaines plus tard, Man Ray et Paul Éluard le sollicitent au sujet du procès des sœurs Papin. Celui-ci a pris une tournure politique, les partisans de l'ordre espérant une condamnation à mort. L'assassinat de la patronne des deux domestiques est vu comme l'expression d'une révolte de classe. Jacques Lacan intervient pour appuyer son collègue le Docteur Benjamin-Joseph Logre et les journalistes Jean et Jérôme Tharaud dans leur contestation des trois experts qui ont conclu à la responsabilité pénale. Le cas lui est l'occasion de reprendre la conception des crimes passionnels formulée dans sa thèse à savoir que le passage à l'acte est la satisfaction d'un désir, une auto punition, résolvant un délire soudain. Il exclut de cette façon la préméditation. Il précise que l'énucléation à vif répond à une image, à réaliser donc, de soi au miroir de l'autre comme le corps morcelé qu'est le sujet hors construction œdipienne. Il s'appuiera sur le cas Papin pour réviser sa théorie des psychoses jusqu'en 1950. Ce cas marque également pour Lacan le passage théorique de Spinoza à Hegel.
Le 29 janvier 1934, Jacques Lacan épouse, dans le 17e arrondissement de Paris, Marie-Louise Blondin, née en 1906, morte en 1983, dont il divorce le 15 décembre 1941. Illustratrice et peintre, elle est la sœur de Sylvain Blondin, ami de Lacan et chirurgien des hôpitaux. De leur union naissent trois enfants. Sa fille aînée, Caroline, née en 1937 et morte en 1973, est la mère du cinéaste Fabrice Roger Lacan. Son fils Thibault est né en 1939 et sa dernière fille est née en 1940 et morte en 2013.
En mai 1934, Lacan obtient par concours le titre de médecin-chef des asiles, mais déjà engagé dans l’exercice de la psychanalyse, il renonce à la carrière hospitalière et obtient son admission comme membre adhérent de la Société psychanalytique de Paris, le 20 novembre 1934,. C'est à cette période qu'il entame la cure de son premier analysant, Georges Bernier, rencontré quelques années auparavant, et dont les premières séances se déroulent rue de la Pompe avant de se poursuivre boulevard Malesherbes.
Lacan devient au cours de cette période l’un des théoriciens importants de la Société psychanalytique de Paris et il entretient un dialogue particulièrement nourri avec Rudolph Loewenstein, Paul Schiff, Charles Odier et Edouard Pichon.

#### Danse intellectuelle sur un volcan (1935-1937)

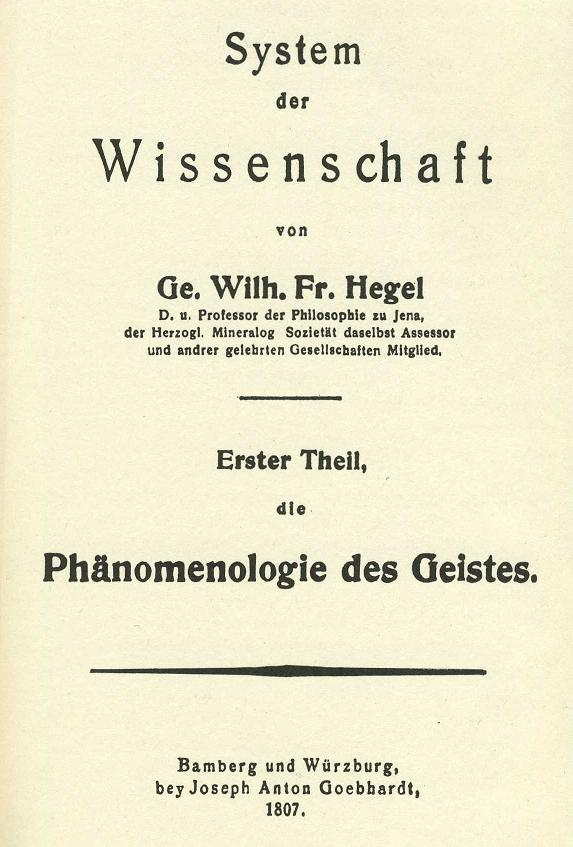
Lacan s'initie à Phénoménologie de l'esprit de Hegel à travers Kojève.

En février 1935, Marie Bonaparte lui présente Michel Leiris. Les années trente sont celles de sa participation, commencée en 1933, au séminaire qu'Alexandre Kojève donne sur la phénoménologie hégélienne à l'École pratique des hautes études. C'est un lieu d'échange entre des personnalités très différentes Raymond Aron, Jean Hyppolite, Georges Bataille… Le cours, transcrit par Raymond Queneau, se prolonge au café d’Harcourt place de la Sorbonne autour de Maurice Merleau-Ponty, Henry Corbin, Alexandre Kojève, Georges Bataille, Pierre Klossowski ou encore Alexandre Koyré. Pour Lacan, c'est un moment de formation intellectuelle important. Dans le discours de Kojève, il retrouve formulé en système ce que la clinique lui donne à observer, la conception spinozienne du désir humain comme désir de désir, la dimension, primordiale pour Lacan comme pour Kojève (les deux hommes ont eu un projet d’ouvrage commun), de la reconnaissance, voire l'affirmation de la nature imaginaire du moi,.
En 1936, il emménage au 97 boulevard Malesherbes, où il poursuit ses consultations de psychanalyse. C'est là qu'en la présence silencieuse du psychiatre se tiennent les comités de rédaction de L'Acéphale. Antithèse de la revue « scientifique » L'Encéphale, la revue prolonge dans le champ littéraire le combat politique du mouvement Contre attaque,, dissous en mars 1936 à la suite de la rupture entre Georges Bataille et André Breton.
À partir de 1936, Lacan s'intéresse au stade du miroir et en s'aidant d'Henri Wallon, d’Alexandre Kojève et Alexandre Koyré, invente une théorie du sujet qui se fonde sur Freud tout en lui donnant un nouveau contenu. Cela fera l’objet d’une communication — dont le texte est perdu mais connu pour l'avoir livré avant à la SPP, — à l’occasion des sa première participation en août au 14e congrès de l’Association psychanalytique internationale à Marienbad mais Ernest Jones, président en exercice, ne le laisse pas terminer au-delà des dix minutes imparties,. C'est la première fois qu'on ose ne pas se contenter de paraphraser Sigmund Freud, se référer à des savants non psychanalystes, et proposer un concept original. La réception en est, selon Lacan, plutôt chaleureuse,.

#### Ruptures (1938-1940).
En 1938, l’Encyclopédie française dirigée par Lucien Febvre fait, par l’intermédiaire d'Henri Wallon, appel à Jacques Lacan pour rédiger l'article « Famille », mais la reconnaissance par ses pairs, en fait Rudolph Loewenstein, de sa pratique de psychanalyste tarde, alors que son confrère Daniel Lagache, universitaire agrégé, est titularisé par la SPP dès 1937. De simple membre, il n'en devient lui-même membre titulaire que le 20 décembre 1938 après un exposé clinique illustrant la rénovation de la psychiatrie par la psychanalyse, en l'occurrence le concept d'impulsion et plus généralement la pratique de l'écoute des patients. À la recherche d'une structure préœdipienne correspondant à un stade du moi morcelé, il en appelle à cette occasion à une notion de Réel, lieu d'une « pulsion à l'état pur » se manifestant par une « béatitude passive » face à l'horreur[réf. nécessaire]. Loewenstein a conditionné son soutien à cette candidature, qu'il continue sa psychanalyse avec lui. Mais après son élection, Lacan ne revient pas, et Loewenstein y voit une « tricherie » par rapport à ce qu'ils avaient convenu : « On ne triche pas sur un point aussi important impunément (ceci entre nous). », confiera-t-il à Marie Bonaparte en 1953.
Le 1er avril, il reçoit à Sainte-Anne Antonin Artaud, qui avait été arrêté à Dublin pour scandale sur la voie publique. La prise en charge dure onze mois, jusqu'au transfert du patient à Ville Évrard dans l'ancien service de son professeur Marc Trénel.
Au cours de cette année 1939, l'année de la mort de Sigmund Freud, il noue une relation avec l'actrice de cinéma Sylvia Bataille. Elle est mariée à son ami Georges Bataille mais une vie de fête, de débauche et d'alcool les ont séparés depuis 1933.
Il est mobilisé dans le service neuropsychiatrique de l'hôpital militaire du Val-de-Grâce, puis affecté début 1940 à l'hôpital militaire de Pau.
Le 13 juin 1940, la veille de l'entrée des Allemands dans Paris, sa consœur Sophie Morgenstern se suicide. Jacques Lacan, démobilisé des services de santé des armées, rejoint en famille Marseille, principale ville de la Zone libre, où il retrouve André Malraux, à court d'argent. Pour abriter Sylvia Bataille enceinte, il sous-loue la villa La Souco que ce dernier loue à Roquebrune, près de Nice. Celle-ci s'étant imprudemment déclarée comme « juive » au commissariat de Cagnes, Lacan s'introduit subrepticement dans le bureau où est rangé son dossier et le dérobe sur une étagère. Il retrouve la sœur de Sylvia Bataille et le beau-frère de celle-ci, André Masson, à Montredon chez la Comtesse Pastré, dont l'association Pour que vive l'esprit cache des artistes, telle Youra Guller, menacés par les lois contre les juifs, et sert d'antenne légale au réseau du Centre américain de secours.

#### Silence de la guerre (1941-1945)
En 1941, alors qu'ils sont chacun encore mariés de leur côté, nait leur enfant, Judith Bataille, à laquelle la loi confère le nom du mari de sa mère. Le choix du prénom d'une héroïne juive et castratrice est en soi un programme et dans la circonstance un défi. Jacques et Marie-Louise divorcent le 15 décembre 1941. Sylvia Bataille demande alors le divorce qui sera prononcé après guerre.

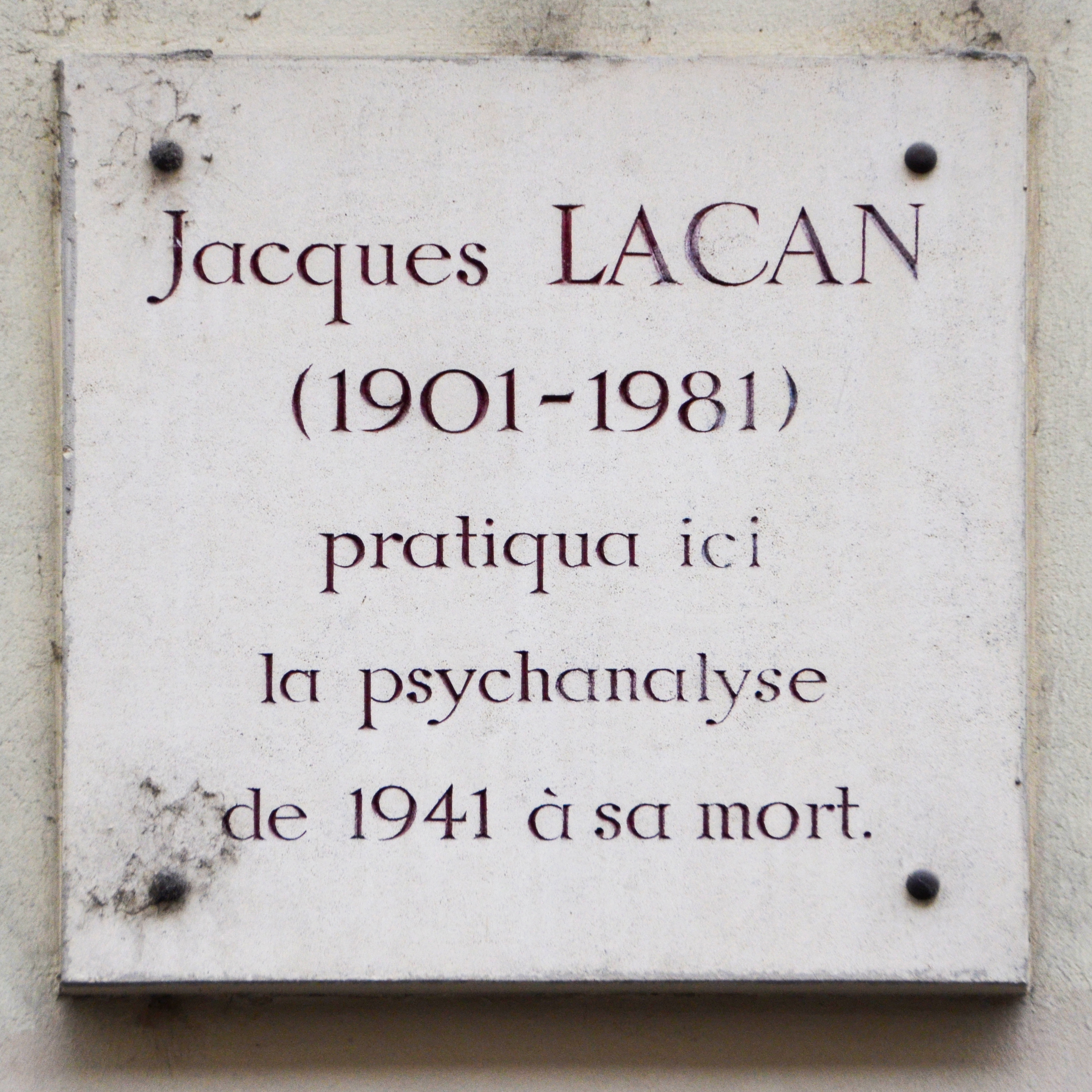
Plaque au 5, rue de Lille.

À court d'argent, incapable de donner le secours financier qu'André Malraux lui a réclamé pour faire libérer son frère, il revient à Paris prendre son poste dans le service désormais dirigé par Henri Ey à Sainte-Anne. Les patients, arrivant déjà dénutris, meurent de faim et de froid en nombre. Placée comme gouvernante chez le père de Jacques Lacan, Aimée échappe à ce sort. Lui-même est hébergé par Denise Rollin et Georges Bataille, 3 rue de Lille, où s'organisent des réunions entre intellectuels.
Une partie de l'hôpital est réquisitionnée par l'occupant pour servir d'hôpital militaire, une autre abrite le réseau communiste Front national sanitaire, que dirige Lucien Bonnafé. Le trafic de faux certificats médicaux y fleurit. Jacques Lacan y propose son aide à un jeune confrère, Jacques Biézin, menacé par les lois antisémites, mais il reste en retrait de l'engagement de ses collègues résistants, Julian de Ajuriaguerra, Jean Talairach, Pierre Deniker, René Suttel, Henri Cénac-Thaly, qui est arrêté en 1943, le capitaine Delcourt, Virginie Olivier alias Charlotte, qui meurt à Ravensbrück.
Durant toute l'Occupation, il s'interdit de publier ou d'enseigner mais, comme John Leuba et Françoise Dolto, poursuit en privé une activité de psychanalyste. Au début de l’année 1941 il emménage dans un appartement de l'immeuble voisin, 5 rue de Lille. Parmi ses patients, René Diatkine, un camarade de Julian de Ajuriaguerra. C'est durant ces années de silence qu'il s'initie auprès de Paul Demiéville au chinois, langue « idéographique » qui interroge moins la vérité du signifiant que le rapport du signifié au signe[réf. nécessaire].
Le 19 mars 1944, il est avec entre autres Jean-Paul Sartre, Simone de Beauvoir, Raymond Queneau, Pierre Reverdy, Dora Maar, qui interprète le rôle de l'Angoisse, Brassaï, Valentine Hugo, Zanie Campan, Maria Casarès du cercle qui assiste à la lecture que fait Albert Camus dans l'appartement de Michel Leiris du Désir attrapé par la queue écrit par Pablo Picasso,.
Dora Maar, jalouse de la jeune Françoise Gilot, n'éprouve alors plus que du dépit pour Picasso. Quelques mois plus tard, elle sombre dans la rancune et est hospitalisée sous contrainte à Sainte-Anne en mars 1945 à la suite d'un scandale sur la voie publique. Le médecin chef Jean Delay laisse prescrire la sismothérapie expérimentale mise en place en 1943. Celui-ci, opposé aux méthodes médicales nazies et promoteur d'une « sismothérapie respectueuse de la personne et attentive à la douleur », a été nommé par intérim à la suite de l'exclusion professionnelle consécutive à la loi du 16 août 1940 de son ami Joseph Lévy-Valensi, déporté en dépit de ses efforts pour le protéger. Détenteur du seul traitement efficace dans les cas de délires aigus, il est désormais distant avec la psychanalyse de ses maîtres qui faisait la spécificité du service au temps d'Henri Claude. Alerté par André Breton, le praticien hospitalier Lacan échoue le 15 mars 1945 à évacuer la patiente en urgence sous un faux certificat mais finit par obtenir la signature de Jean Delay, après l'avoir giflé, autorisant le transfert vers l'hôpital psychiatrique de Bonneval que dirige son ami Henri Ey depuis 1938. Il la soignera lui-même et réussira à l'orienter vers une vie vivable, dans la religion et l'art[réf. nécessaire].
Il reçoit un premier récit détaillé des camps de la femme de Georges Duthuit, qui en est revenue.

#### De la Société psychanalytique de Paris à la Société française de psychanalyse (1946-1953).
Après guerre, peu de temps après les grandes controverses, Jacques Lacan se rapproche de Melanie Klein, voyant en elle un parallèle à ses propres démarches. Il la convainc ainsi de venir — malgré la présence d’Anna Freud — à Bonneval en 1947 au congrès de psychiatrie présidé par Henri Ey, faisant appel à leur progressisme opposé aux tendances conservatrices de la psychanalyse. En mai 1948, il présente au XIe Congrès des psychanalystes de langue française à Bruxelles un rapport consacré à l'agressivité, il reprend ses recherches précédentes en intégrant des thèses kleiniennes, notamment autour de la position paranoïde dans la constitution du moi, la rejoignant sur les questions du transfert et de la formation psychanalytique.
À l'été 1949, se tient à Zurich le XVIe congrès de l'Association psychanalytique internationale : les Américains y dominaient désormais et les Français y étaient représentés par la première génération avec Marie Bonaparte et John Leuba, et la deuxième avec Daniel Lagache, Sacha Nacht et Jacques Lacan dont l'intervention était intitulée « Le stade du miroir comme formateur de la fonction du je ». Si Melanie Klein, présente, ne s'intéressait pas aux recherches lacaniennes, elle s'attachait à l'appui politique qu'il pouvait lui apporter et accepta sa proposition de traduire son ouvrage La psychanalyse des enfants, mais Lacan ne mena pas à bien ce projet et perdit son soutien et celui de ses partisans.
En 1949, paraissent Les Structures élémentaires de la parenté de Claude Lévi-Strauss qui fut un évènement pour Lacan et toute une génération,. La psychanalyse et l’anthropologie avaient, dès leur naissance au tournant du XXe siècle, échangé autour des questions d'universalité de l'œdipe, de prohibition de l’inceste, et de Totem et Tabou, dialogue qui aboutissait à une impasse. Lévi-Strauss allait renouveler la discussion : l’ethnologue avait été lecteur de Freud, et ses recherches mettaient en évidence que l'interdit de l’inceste, ne devait plus être compris comme une « peur » fondatrice de la « famille » mais comme une fonction symbolique organisatrice des structures de parenté. Lacan y trouva la « solution théorique à une refonte d'ensemble de la théorie freudienne » : l'inconscient échappe au biologique et devient structure langagière, l’œdipe un universel non plus naturel mais symbolique où, pour reprendre les mots de Lévi-Strauss, « le signifiant précède et détermine le signifié »,. Par ailleurs, Lacan et Lévi-Strauss devinrent amis.

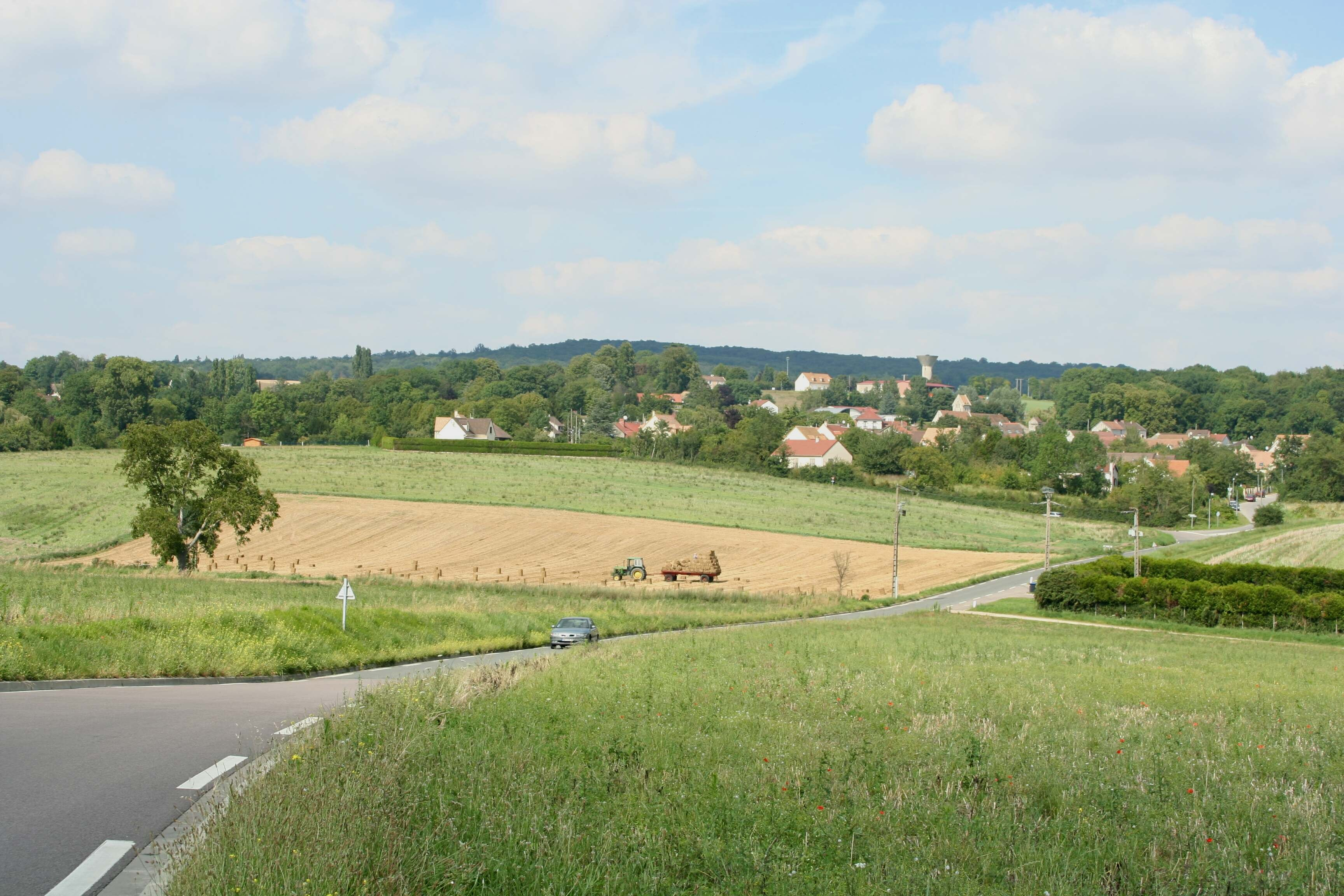
1951 : achat d'une maison à Guitrancourt.

En 1951, Lacan devient propriétaire d'une maison de campagne à Guitrancourt, dans les Yvelines, « La Prévôté », où il travaille le dimanche, organise des réceptions, reçoit aussi des patients. Il y constituera une bibliothèque plus importante encore que rue de Lille, témoignant de son érudition et de sa « quête passionnée des éditions rares ou originales ». Il collectionne des objets d'art et acquerra en 1955 L'Origine du monde de Gustave Courbet qu'il fera dissimuler derrière un nouveau cache, le panneau de bois d'origine ayant été perdu. Jacques Lacan était collectionneur d'œuvres de Balthus, Renoir, Masson, Derain, Monet, Giacometti, de dessins de Picasso, de statuettes alexandrines et gréco-romaines et de 5 147 livres.
Le mouvement psychanalytique français commençait à son tour par être traversé par des tensions comparables à celles de l'IPA. D'après Élisabeth Roudinesco, Lacan faisait tout son possible pour éviter une scission, et était entre 1949 et 1953 aussi bien hostile au rejet du modèle médical au profit de la psychologie (par les psychanalystes les plus libéraux menés par Daniel Lagache), qu'opposé aux conservateurs arc-boutés à des théories médicales figées (qui suivaient Sacha Nacht).  Lacan se présente d'abord à titre provisoire comme président de la SPP le 16 décembre 1952 mais son élection définitive est confirmée le 20 janvier 1953 en même temps que les nouveaux statuts de la SPP qui marquent une victoire de Sacha Nacht. Pour Élisabeth Roudinesco, Lacan joue dans cette bataille un rôle de médiateur en tant que participation à la direction mais de bouc-émissaire en tant que didacticien. Ce sont les psychanalystes en formation, opposés à Nacht, qui vont entraîner Lacan dans la scission et à suivre Lagache.
Le 16 juin 1953, après un conflit d'un an et en opposition à Sacha Nacht et ses partisans, Daniel Lagache, Juliette Favez-Boutonnier, Françoise Dolto et Blanche Reverchon-Jouve démissionnent de la SPP pour fonder une nouvelle société, dont les statuts ont été déposés par Lagache quelques jours plus tôt, la Société française de psychanalyse. Si Lacan ne fait pas partie des membres fondateurs, il est « démissionné » de ses fonctions de président de la SPP et quitte par la même occasion définitivement celle-ci le même jour pour les suivre.
À la différence de ce qui se passait au Royaume-Uni, le conflit entre Nacht et Lagache ne tournait pas autour de la compréhension de Freud mais portait sur la formation des psychanalystes et opposait l'autoritarisme médical du premier à un libéralisme universitaire du second. Si Lacan était porteur d'une nouvelle approche théorique, il n'avait pas encore acquis de position dominante dans le paysage psychanalytique français. Il se trouva cependant attaqué pour le temps de séance des cures qu'il menait, l’une des seules règles intangibles et ciment des diverses tendances de l'IPA. Lacan n'effectuait pas encore des séances dites courtes mais plutôt de durée variable, choisissant d’arrêter la séance sur certains mots signifiants appui d’un désir inconscient et de la relation transférentielle. Il s'était exprimé à trois reprises à ce sujet devant les membres de la SPP, en décembre 1951, juin 1952, et février 1953 sans publier pour autant ces conférences. En juillet 1953, Lacan menait une analyse didactique avec un tiers des élèves de la SFP, ce qui représentait une quinzaine de personnes environ. Il occupe dès lors la première place dans une société, la SPF, qu'il n'avait pourtant pas fondée.

### Place centrale acquise dans l'histoire de la psychanalyse en France (1953-1981)

#### Discours de Rome ou le retour à Freud (1953)
À partir de l’année 1953 Lacan élabore ce que Roudinesco nomme « la relève orthodoxe du freudisme ».  D'abord avec un exposé fait le 4 mars 1953 au Collège philosophie sur « Le mythe individuel du névrosé », révision structurale du complexe d’Œdipe, où apparaît pour la première fois l'expression « nom-du-père », puis en juillet une conférence sur « Le symbolique, l'imaginaire et le réel », exposition d'une nouvelle topique dans laquelle il fait explicitement référence à un retour aux textes freudiens et surtout dans le cadre du « discours de Rome » conférence donnée dans la capitale italienne le 27 septembre et intitulée « Fonction et champ de la parole et du langage en psychanalyse », avec la mise en place d’une théorie structurale dans la cure. Lacan poursuivra ce travail dans les deux séminaires des années 1953-1954, Écrits techniques de Freud et 1954-1955 Moi dans la théorie de Freud et dans la technique de la psychanalyse et le conclura dans une conférence prononcée à Vienne en novembre 1955 sous le titre explicite, « La chose freudienne ou le sens du retour à Freud ».
Selon Joël Dor, l'enseignement de Jacques Lacan débute sur ce mot d'ordre du retour à Freud. Au tout début de son Introduction à la lecture de Lacan, Dor rappelle d'emblée pour un tel « retour à Freud » — comme il le souligne — « l'incidence inaugurale » que représente « le “Discours de Rome” (26/27-9-1953) qui prend toute sa portée à la faveur de la première scission du mouvement psychanalytique français en 1953 ». Dans le « Discours de Rome » en effet, Lacan engage la communauté psychanalytique à se fonder précisément sur le texte freudien plutôt que sur ce qui a pu être désigné comme l’orthodoxie de l'Association psychanalytique internationale. Le ton y est donné : « La lecture de Freud est préférable à celle de M. Fenichel » lit-on dans Fonction et champ de la parole et du langage en psychanalyse . Lacan y justifie indirectement la notion de séance à durée variable ou courte : le psychanalyste ne peut jamais prévoir le temps nécessaire à un sujet pour comprendre et il fait partie d'un ordre symbolique ; il faut éviter donc au sujet de s'appuyer sur une durée fixe qui pourrait lui servir d'échappatoire.
La volonté d'un retour à Freud suppose que Lacan considérait qu'il existait une lacune en France, donc un besoin de retourner à l'œuvre de Freud, de la retrouver, et qu'il mettait implicitement en cause la qualité des traductions, de l'enseignement des psychanalystes et des théoriciens de la psychanalyse de son époque. Lacan s'opposa dès ses débuts à ce qu'il considérait comme une dérive de la psychanalyse, telle l'ego-psychology, représentée par Anna Freud et Rudolph Loewenstein,.
Outre les différends théoriques avec ses pairs, ce qui caractérise l'attitude de Lacan dans son « retour à Freud », c'est une lecture qui ne cherche pas à rester dans l'orthodoxie freudienne, mais plutôt à dégager ce qu'il y a de plus révolutionnaire et cohérent chez Freud, ainsi que le formule Jean-Michel Rabaté : « de même qu'Althusser se demandait comment lire Marx de façon “symptomatique”, en séparant ce qui est authentiquement “marxiste” de ce qui est purement “hégélien” dans ses écrits, Lacan se demande où et comment repérer les textes où Freud se montre authentiquement “freudien”. »
Lacan laisse ainsi de côté les spéculations de Freud touchant à la biologie. Selon Élisabeth Roudinesco et Michel Plon, Lacan a donné une armature philosophique à l'œuvre freudienne permettant de la sortir de son ancrage biologique sans verser pour autant dans le spiritualisme.
C'est dans cette manière de concevoir son retour à Freud que l'on peut saisir la pensée lacanienne, qui retourne chaque fois à Freud, qui s'en réclame, et qui la renouvelle à l’aide d'avancées dans le champ du savoir de son temps — la linguistique par exemple n'avait pas, du temps de Freud, la solidité qu'elle a acquise après-guerre.

#### De la Société française de psychanalyse à l'École française de psychanalyse (1954-1963).

##### Heidegger, lelogoset la rencontre sans lendemain
Concomitamment à la refonte appuyée sur Lévi-Strauss, Lacan s'intéresse également à Martin Heidegger. Il avait pris en analyse Jean Beaufret en 1951 qui allait lui permettre de relire l’œuvre du philosophe et de le rencontrer. Lacan trouvait notamment un parallèle entre la notion heideggerienne de « quête de la vérité » et celle freudienne de « dévoilement du désir », lui permettant d'interroger ce qui se dit dans l’erreur, le mensonge et l’ambiguïté. Il rencontre Heidegger en 1955 à Fribourg et celui-ci l’autorise à traduire l'un de ses articles intitulé « Logos » pour le premier numéro d'une revue de la SFP La psychanalyse, texte qui l’intéresse sous l'angle du langage et du signifiant. Lors de la venue d'Heidegger pour le colloque de Cerisy la même année, il l'héberge. Lacan n'avait jamais adhéré à l’ontologie du philosophe et quatre ans plus tard toute référence à ses concepts disparaissait, sa lecture ne s'était effectuée qu'à travers le structuralisme de Lévi-Strauss mais il chercha tout de même une reconnaissance de son œuvre de la part de Heidegger qu'il n'obtint jamais.

##### Amitié avec Françoise Dolto, entre échange professionnel et intellectuel
Lacan s'est également rapproché de Françoise Dolto. Ils s'étaient croisés à la SPP en 1936, elle s'était montrée fortement intéressée par son exposé sur le « stade du miroir » puis leur rencontre s'effectua en 1938, à la suite de sa lecture de l'article sur la famille. C'est après-guerre qu’ils devinrent amis et au moment de la première scission en 1953, ils se retrouvèrent dans le même camp bien qu'à partir de positions différentes. Par la suite Françoise Dolto contribuera à « donner au mouvement lacanien son essor prestigieux » comme après le « discours de Rome » où elle prit la parole après Lacan : elle adhérait à la proposition de Lacan d’un inconscient structuré tel un langage tout en restant attachée dans une certaine mesure au biologisme freudien tandis que Lacan lui savait gré de comprendre le rôle du psychanalyste comme entendant sous les mots de l'adulte névrosé, le langage de l’enfance. Leur relation professionnelle et amicale se perpétua — doublée d’un échange épistolaire continu — tout au long de l'existence de Lacan.

##### Entrée dans les années 1960

###### Rupture avec l'IPA
Dans le cadre de la SFP, Jacques Lacan et Françoise Dolto développèrent leur enseignement tout en devenant le centre des débats tant à l'API qu'en France, bien qu'à des titres différents. Dolto, dans sa pratique et son style, correspondait en tout point aux règles en vigueur dans les instances internationales, mais ne fut pas pour autant réintégrée . Avec les séances courtes, ou le sens qu'il donnait à la cure ou à la didactique, insistant sur la vérité et le désir, Lacan se trouvait en position de nette rupture avec l'API, sa bureaucratisation ou son entreprise de normalisation, retrouvant la geste freudienne des origines. Dès lors, cherche-t-il tout autant à se montrer orthodoxe qu'à reconstituer un cercle restreint dans la lignée du cercle viennois ; et c'est dans cette même perspective que peut être inscrite sa relecture, dans le séminaire de 1960-1961 consacré au transfert, du Banquet de Platon, mettant Socrate dans la position du psychanalyste comme maître qui enseigne à ses disciples une vérité inaccessible à la conscience, le transfert étant tout autant une forme d'amour qu'un artifice qui fait prendre un objet pour un autre. Lacan pourtant espérait encore une reconnaissance par l'API, et le monde psychanalytique anglo-saxon, au nom justement de sa relève orthodoxe du freudisme et également parce que les psychanalystes de sa génération se refusaient à tout chauvinisme mais en 1963-64, la rupture se fit définitive.

###### Séminaire à Saint-Anne, entretien à l’Express, colloque à Royaumont: structure et nom-du-père
De 1953 à 1963 Lacan tient chaque semaine son séminaire, tout autant laboratoire de recherche que banquet socratique, avec dialogues riches entre le maître, désormais cinquantenaire, et des psychanalystes, des philosophes et des écrivains.
En 1960, Henri Ey organise un colloque à l'abbaye Saint-Florentin de Bonneval sur le thème de l'inconscient : il y réunit des psychanalystes de la jeune génération, des philosophes comme Merleau-Ponty et Jean Hyppolite. « Pour Lacan, Bonneval est un enjeu de taille », écrit Élisabeth Roudinesco : « Il s'agit, face à l'IPA, de faire la démonstration en France, que le freudisme revu et corrigé par la linguistique a le statut d'une science à part entière ». Presque tous les débats se rapporteront à la théorie lacanienne de l'inconscient, désormais formée dans ses grandes lignes et résumée par le mot d'ordre lacanien par excellence : « l'inconscient est structuré comme un langage ». Mais, explique É. Roudinesco, si « tous les philosophes rendent hommage aux travaux de Freud », « tous n'acceptent pas la refonte de Lacan », et l'historienne de citer la déclaration de Merleau-Ponty : « J'éprouve un malaise à voir la catégorie du langage prendre toute la place ». Jean Laplanche a quant à lui entrepris de critiquer sur le plan métapsychologique cette conception linguistique de l'inconscient dans le rapport coécrit avec Serge Leclaire et soumis à discussion du Colloque de Bonneval.
 Dès cette époque du début des années 1960, la psychanalyse en France semble en effet se résumer à ce positionnement : être avec ou contre Lacan. Celui-ci a acquis une position centrale et cristallise les débats.
Le père de Jacques Lacan est mort le 15 octobre.
Les douze ans qui s'écouleront entre la fondation de la SFP et sa dissolution en 1965 sont une période de grands changements dans le paysage psychanalytique français. D'un point de vue institutionnel, il s'agira de dix ans de négociations pour que les psychanalystes ayant fait scission en 1953 soient reconnus par l'Association psychanalytique internationale. L'enquête de l'IPA se concentrera progressivement sur Lacan et ses séances dites courtes – en fait à l'époque de durée variable, cette durée étant toujours inférieure à la norme de l'IPA. L'enquête conclura en 1963 que la SFP pourra recevoir l'agrément si elle retire à Lacan (et à Françoise Dolto) son titre de didacticien, c'est-à-dire qu'elle lui enlève le droit de former des psychanalystes et de continuer son enseignement. Cela provoqua l'éclatement de la société fondée par Daniel Lagache, tous ceux ne pratiquant pas et ne soutenant pas la technique de Lacan se voyant condamnés à l'exclusion des instances internationales s'ils continuent à protéger Lacan. Ainsi naîtra en 1964 l'Association psychanalytique de France, sous les auspices de Daniel Lagache, Jean-Bertrand Pontalis, Didier Anzieu, Jean Laplanche et Juliette Favez-Boutonier. Pour les lacaniens, il s'agira de l'École française de psychanalyse, bientôt renommée École freudienne de Paris.

#### Lacan, chef d'école (1964-1979)
En 1964, sa fille Judith Bataille obtient enfin le changement de son nom en Judith Lacan.
À soixante-trois ans, Lacan fonde sa propre « école ». Les statuts de cette École freudienne de Paris suppriment toute hiérarchie. « L'École » s'est vue reprocher a posteriori et paradoxalement de placer le fondateur en position de maître. Les organes décisionnels sont effectivement composés par lui et n'outrepasseront jamais ses avis.
Le phénoménologiste François Wahl organise l'édition des Écrits, qui sont publiés au Seuil en 1966. L'ouvrage donne son assise structuraliste à la psychanalyse et, coup de génie de François Wahl, change en un éclair le paysage intellectuel. Lacan fait dorénavant partie des ténors du structuralisme et son nom est cité à côté de ceux de Claude Lévi-Strauss, Roland Barthes, Michel Foucault. Cette célébrité tardive provoque un afflux important de jeunes à l'École freudienne de Paris, en même temps que, dérive inévitable, le phénomène de groupie. On imite son dandysme daliesque, son style de discours à la scansion si singulière, mais, témoignage de l'efficacité de la parole provocatrice, on le moque aussi. La langue française s'en trouve marquée irréversiblement et des tournures lacaniennes finiront inconsciemment par entrer dans le langage des journalistes puis de la langue courante. Non sans un certain malentendu, Mai 1968 accentue le phénomène de mode Lacan, lequel se voit assailli d'admirateurs maoïstes, lui qui vote De Gaulle.
Lacan introduit en 1969 une procédure de passage au [être] « psychanalyste » dite « la passe », qui se révèlera à la fois être un facteur de dissension et un échec selon l'aveu même de Lacan. Facteur de dissension parce que l'adoption de cette procédure provoque immédiatement une scission : plusieurs membres historiques dont François Perrier, Piera Aulagnier et Jean-Paul Valabrega démissionnent de l'École freudienne de Paris et fondent le Quatrième Groupe.
En 1972-1973 (Séminaire XX Encore), avec le néologisme qu'il crée de « lalangue », Lacan est amené « à se déprendre du structuralisme de son temps qui finalement “intégrerait le langage à la sémiologie”, mais il s’éloigne aussi bien de sa propre valorisation de la syntaxe. Il crée une linguisterie, terme qui évoque menuiserie… ou piraterie », écrit Jean-Claude Milner dans Le périple structural. D'après Rose-Paule Vinciguerra citant Milner dans L'amour de la langue, « lalangue, figuration directe de la langue maternelle, est “en toute langue, le registre [de ce] qui la voue à l’équivoque” ». Lacan délaissera finalement sa définition de l’inconscient structuré comme un langage qu’il renverra, comme le dit Jacques-Alain Miller, à une « pratique rhétoricienne ».
Peu après la fondation de son école, Lacan opère un nouveau tournant dans son enseignement : à la suite des interventions du tout jeune Jacques-Alain Miller, il se tourne vers Frege, Gödel et la topologie. Son but est d'assurer que la réception de son enseignement ne soit pas sujette aux dérives qui ont marqué selon lui la réception de Freud. Les nœuds, les formes impossibles, les mathèmes vont désormais envahir les séminaires du maître et les rendre encore plus difficiles d'accès.
Après avoir fait se joindre temporairement la psychanalyse et les sciences sociales quant à leur sort ainsi suturé, c'est l'échappée vers les sciences exactes : « Seule demeurait, unique aliment de l'ermite au désert, la mathématique », relève l'historien et épistémologue François Dosse. Il peut aussi bien demander à une personne de venir trois fois pour trois séances éclairs de quelques minutes dans la même journée et la garder une heure entière la semaine d'après. Il pouvait se lever, manger, écrire pendant les séances. Il reçoit à son cabinet tout le jour durant un flot ininterrompu de personnes. Les choses en sont à ce point que souvent on ne prend même pas rendez-vous.
Profitant de la réforme des universités consécutive aux événements de mai 1968, Lacan, d'abord assisté de Serge Leclaire, tente de s'implanter dans l'université par le biais d'un département de psychanalyse à Vincennes (Paris VIII). Malgré la proposition du président du département, il n'y occupera aucun poste, mais le département sera une sorte de bastion lacanien. Cette dernière expérience cristallisera les oppositions déjà existantes entre différents courants au sein de l'École freudienne de Paris. La reprise en main du département au nom de Lacan par Jacques-Alain Miller en 1974, marquée par le remplacement de plusieurs chargés de cours, provoqua une vive polémique à l'intérieur et à l'extérieur de la faculté, chez les psychanalystes et les non-psychanalystes.
Quelques années plus tard, le suicide d'une psychanalyste ayant échoué à la procédure de la « passe » sert de révélateur aux dissensions d'une école dont beaucoup doutent qu'elle soit encore dirigée par le maître et non par son entourage proche. Lacan se montre de plus en plus fatigué et délègue de plus en plus la gestion des affaires à son gendre Jacques-Alain Miller. Il décide de dissoudre l'École freudienne de Paris. Après quelques années de crise perpétuelle, l'École freudienne de Paris, seule école fondée par Lacan, est dissoute le 5 janvier 1980.

#### Dissolution (1980-1981)
Souffrant d'un cancer du colon dont il a tardé à se faire opérer, déjà très diminué depuis un accident de voiture survenu en 1978, Lacan réduit sans les cesser ses activités à partir de février 1980. Le 15 mars, il choisit l'hôtel Pullmann Saint-Jacques pour prononcer d'une voix claire et forte, debout pendant plus d'une heure devant un parterre de huit cents personnes, une conférence intitulée Dissolution, qui est un programme de refondation de la « Cause freudienne ». Sa dernière intervention publique est donnée lors de la conférence internationale qui se tient à Caracas du 12 au 15 juillet 1980.
Le 16 novembre, il est très affecté par le passage à l'acte de Louis Althusser, qu'il se reproche de ne pas avoir pris en charge lui-même. Durant ses derniers mois, il se remet d'une aphasie, conséquence d'un AVC, au domicile de sa fille Judith Lacan et de son gendre Jacques-Alain Miller, où la chambre de son petit-fils, polytechnicien, est disponible. Alors que son carnet de rendez-vous est rempli, il meurt le 9 septembre 1981 à la clinique Hartmann à Neuilly-sur-Seine, d'une insuffisance rénale consécutive à l'ablation en urgence de sa tumeur : « Je suis obstiné… Je disparais. ». Décédé en son domicile le 9 septembre 1981, 74, rue d'Assas, dans le 6e arrondissement de Paris.

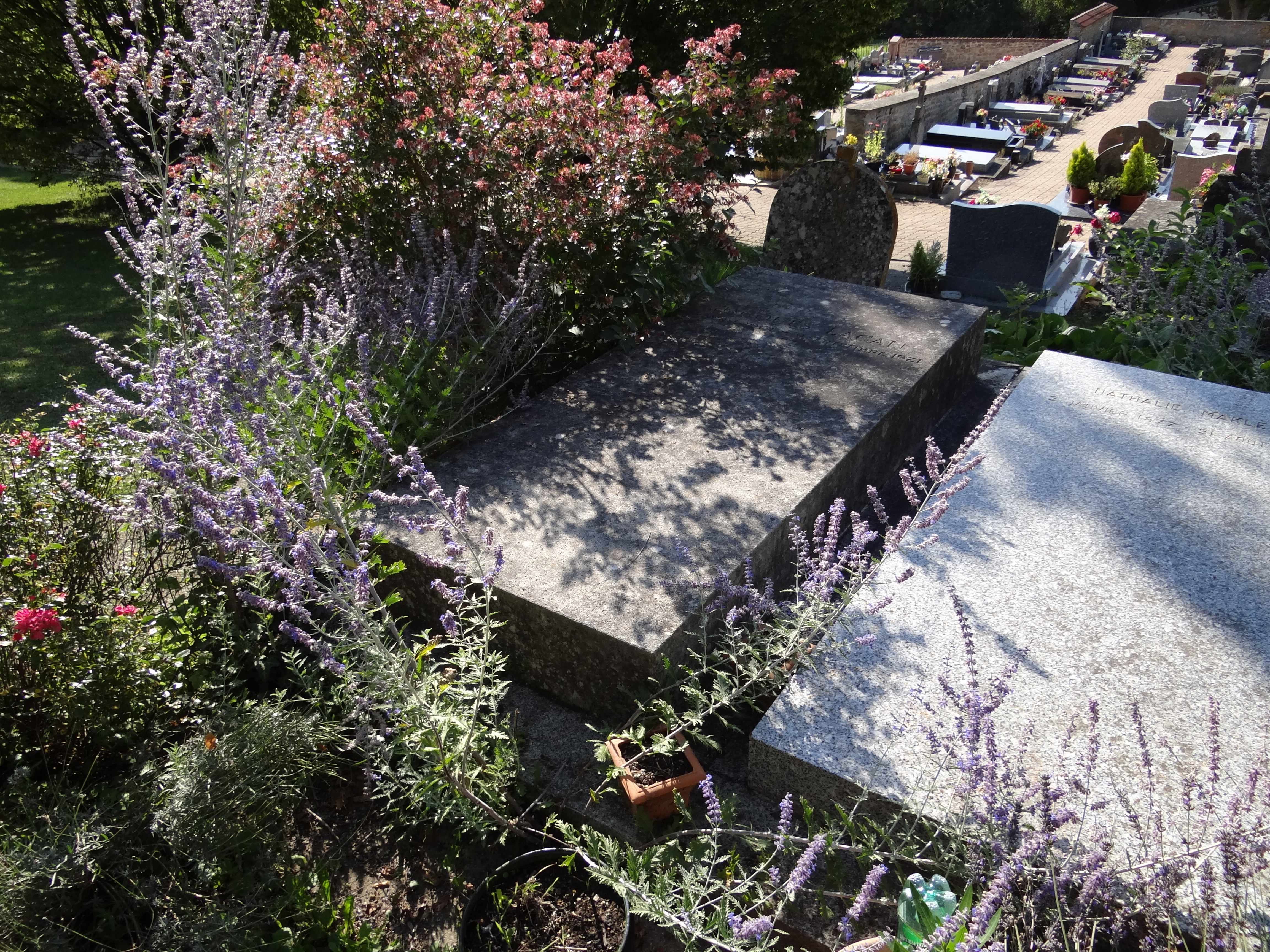
La tombe de Jacques Lacan au cimetière de Guitrancourt (Yvelines).

Le 10 septembre, son frère Marc-François, bénédictin, lui rend hommage en l'église Saint-Pierre-du-Gros-Caillou : « Jacques Lacan a parlé. » Le corps est enterré par toute la famille, réunie physiquement mais pas moralement, selon Sibylle Lacan, dans le cimetière de Guitrancourt, près de La Prévoté, sa maison de campagne. Le gendre est l'exécuteur testamentaire du défunt, chargé d'éditer et de faire publier les vingt volumes posthumes des vingt-cinq du Séminaire.

## Travaux et théorie

### Concepts explicatifs de la pensée freudienne

#### Forclusion du Nom-du-père
Selon Jean Laplanche et Jean-Bertrand Pontalis, Lacan se réclame de l'emploi que fait Freud dans certains textes du terme de Verwerfung (rejet) en relation avec la psychose et propose « comme équivalent français le terme de forclusion ». Il introduit le terme de forclusion pour la première fois le 4 juillet 1956 dans la dernière séance de son séminaire sur les psychoses consacré à la lecture du commentaire freudien sur la paranoïa du juriste Daniel Paul Schreber, : « ce qui est forclos du symbolique fait retour dans le réel », en échappant au refoulement (propre à la névrose) et en pouvant produire une hallucination à certains moments significatifs pour le sujet (cf. supra, cas des sœurs Papin). À la suite de Freud, Lacan note que ce processus n'est pas un mécanisme projectif, une sorte de ressort à retard dont la cause du déclenchement serait bien difficile à expliquer. Il note comme lui qu' « il n'était pas exact de dire que sentiment réprimé au dedans fut projeté au dehors ». Il précise ce que Freud n'a pas plus développé, qu'il s'agit non d'un refoulement qui finirait par éclater mais de l'absence d'acquisition d'un signifiant nécessaire à la communication métaphorique, celle qui permet de partager des significations. C'est la rencontre avec une image de ce signifiant non symbolisé, « sans nom », comme une horreur, qui déclenche le délire, une image d'autorité paternelle par exemple ou quoi que ce soit qui appelle le sujet à être désigné dans sa position de sujet.
La définition donnée par Jacques Lacan de ce qu'il entend sous le terme de forclusion est la suivante : « défaut qui donne à la psychose sa condition essentielle, avec la structure qui la sépare de la névrose » (Dune question préliminaire à tout traitement possible de la psychose, 1957). Dans le cadre de sa théorie du « symbolique », Lacan forge le concept de forclusion en s'appuyant notamment sur le texte freudien de L'homme aux loups. D'après le Vocabulaire de la psychanalyse, la notion lacanienne de forclusion désigne le « rejet primordial d'un “signifiant” fondamental (par exemple: le phallus en tant que signifiant du complexe de castration) hors de l'univers symbolique du sujet ».
Pour Jean-François de Sauverzac, la théorie de la forclusion du Nom-du-Père, qui forme le pivot de la doctrine lacanienne, trouve son fondement dans le drame de la paternité de Lacan qui lui fit reconnaître seulement très tardivement sa fille Judith, laquelle porta longtemps le nom du premier mari de sa femme Sylvia Bataille.

#### «L'inconscient est structuré comme un langage»

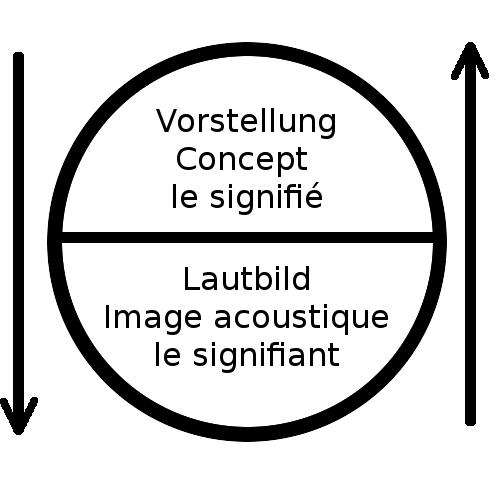
Primat du signifiant pour Lacan qui inverse l'ordre du signe linguistique selon Saussure.

« L'inconscient est structuré comme un langage » n'est pas un postulat mais une hypothèse nouvelle à l'épreuve d'une clinique héritée des écoles de psychiatrie française et allemande et de la pratique psychanalytique, hypothèse déjà sous-jacente sinon explicite dans l'étude que fait Sigmund Freud des lapsus et des jeux de mots par exemple. C'est une phrase centrale dans l'élaboration théorique de Lacan qui donne une assez bonne idée générale de sa pensée. Elle rappelle, en utilisant le concept d'inconscient, que Lacan s'inscrit dans le courant psychanalytique. Elle indique, avec le terme de structure, l'approche particulière de Lacan, qui est l'approche structuraliste. Enfin, elle spécifie son apport, qui consiste principalement dans l'importance donnée à la nature du langage dans l'explication du fonctionnement psychique.
Pour expliciter la chose, il prend appui sur les trois œuvres majeures de Freud, L'Interprétation des rêves, Psychopathologie de la vie quotidienne et Le mot d'esprit et sa relation à l'inconscient. C'est ainsi qu'il effectue un « retour à Freud ».
Une interview qu'il accorde à Madeleine Chapsal, pour L'Express, en 1957, révèle la portée de ce qu'il avance :
« Voyez les hiéroglyphes égyptiens : tant qu'on a cherché quel était le sens direct des vautours, des poulets, des bonshommes debout, assis, ou s'agitant, l'écriture est demeurée indéchiffrable. C'est qu'à lui tout seul le petit signe “vautour” ne veut rien dire ; il ne trouve sa valeur signifiante que pris dans l'ensemble du système auquel il appartient. Eh bien ! les phénomènes auxquels nous avons affaire dans l'analyse sont de cet ordre-là, ils sont d'un ordre langagier.
Le psychanalyste n'est pas un explorateur de continents inconnus ou de grands fonds, c'est un linguiste : il apprend à déchiffrer l'écriture qui est là, sous ses yeux, offerte au regard de tous. Mais qui demeure indéchiffrable tant qu'on n'en connaît pas les lois, la clé. »
Lacan se livre alors à un plaidoyer pour démontrer en quoi toute l'œuvre freudienne peut et doit être lue avec l'appui de ces références linguistiques et que, pour ces raisons mêmes, ce qui fait l'efficience de la psychanalyse est lié au fait de parler, qu'elle est une expérience de parole.
Il propose la métaphore d'un hamac :
« l'homme qui naît à l'existence a d'abord affaire au langage ; c'est une donnée. Il y est même pris dès avant sa naissance, n'a-t-il pas un état civil ? Oui, l'enfant à naître est déjà, de bout en bout, cerné dans ce hamac de langage qui le reçoit et en même temps l'emprisonne. »
Au Colloque de Bonneval de l'automne 1960, dans le rapport présenté avec Serge Leclaire et soumis à discussion « L'inconscient, une étude psychanalytique », Jean Laplanche a critiqué la théorie linguistique de l'inconscient de Lacan selon laquelle « l'inconscient est structuré comme un langage ».

#### Langue et structure: métaphore et métonymie.

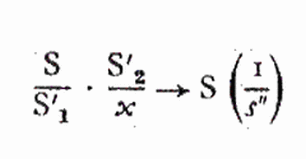
La métaphore dans la chaîne des signifiants.

Freud avait désigné l'inconscient comme concept explicatif majeur du fonctionnement psychique. Il avait tâché de l'étudier à partir de ses manifestations, qu'elles soient normales ou pathologiques. L'abandon des méthodes d'hypnose et de suggestion a marqué un tournant dans la pensée freudienne, tournant qui a commencé à permettre à la psychanalyse de sortir de la simple technique de suggestion et de psychothérapie. À partir de ce moment, Freud n'interprète plus la maladie psychique qu'en fonction de la parole du patient.
Lacan souligne que, dans les travaux de Freud, l'inconscient se laissait saisir de deux manières : lorsque le locuteur ou le rêveur commet un déplacement (dire un mot à la place d'un autre) ou lorsqu'il produit une condensation (le mot d'esprit « famillionaire », « famillionär » en allemand, analysé par Freud). Il affirme que le déplacement et la condensation, en l'espèce de la métonymie et de la métaphore, sont les deux seuls moyens de produire de la signification si l'on se réfère aux analyses de Jakobson, et qu'ainsi l'inconscient a un fonctionnement comparable à celui du langage.
Lacan a donc voulu renouveler la réception de Freud en opérant une lecture structuraliste de son œuvre, utilisant pour cela les outils de la linguistique. Ces outils, il ne fera pas que les réutiliser, il les remaniera pour servir son propos. C'est à la fois cette volonté de renouvellement de la lecture de Freud et le remaniement des outils théoriques de la linguistique qui valent à Lacan son succès auprès des uns et son rejet par les autres.

#### Nouage du réel, du symbolique et de l'imaginaire ou le concept de structure
Lacan fait apparaître dans la psychanalyse, la perspective structuraliste : en opérant une lecture rigoureuse de Freud, il montre que Freud est déjà dans une perspective structurale, à partir de la deuxième topique.
Lacan a affirmé à plusieurs reprises devoir sa conception de la structure à Claude Lévi-Strauss, qui a été lui-même un lecteur attentif de Freud,. Et la thèse de Claude Lévi-Strauss, Les structures élémentaires de la parenté, est l'ouvrage écrit par un contemporain le plus cité dans les séminaires de Lacan.

Nœud borroméen illustrant l'intrication du Réel, du Symbolique et de l'Imaginaire au sens lacanien.

Une définition illustrant le sens que Lévi-Strauss donne au terme de structure est :

« Les institutions humaines elles aussi sont des structures dont le tout, c'est-à-dire le principe régulateur, peut être donné avant les parties, c'est-à-dire cet ensemble complexe constitué par la terminologie de l'institution, ses conséquences et ses implications, les coutumes par lesquelles elle s'exprime et les croyances auxquelles elle donne lieu. Ce principe régulateur peut posséder une valeur rationnelle sans être conçu rationnellement ; il peut s'exprimer de façon arbitraire, sans pour autant être privé de signification. »

De cette définition ressort que le « tout » de la structure en est le principe régulateur, indépendant des parties. La structure chez Lévi-Strauss est structure logique, c'est un ensemble de relations entre des termes interchangeables.
Ce principe régulateur, la structure du sujet, Lacan en voit l'efficacité dans le déclenchement d'un délire (cf. supra cas Papin) ou, dans le cas de la schizophrénie décrite par Philippe Chaslin, l'inefficience. Il l'observe plus généralement dans toute manifestation de l'inconscient par une certaine intrication propre à chacun à des moments précis de l'histoire du sujet de trois fonctions : le Réel, le Symbolique, l'Imaginaire (ce qu'il appellera R.S.I).
Lacan s'entoure à partir de 1972 de plusieurs jeunes mathématiciens,. Aidé par Jean-Michel Vappereau,, ex-étudiant en mathématiques, il représente cette intrication des trois fonctions par le nœud borroméen (qu'il appellera aussi le nœud-bo). Il suffit que n'importe lequel parmi les trois anneaux soit rompu pour que tous les anneaux soient indépendants. Ce « tripode R.S.I », comme il sera appelé par Lacan lui-même, marque à la fois l'aboutissement de ses recherches antérieures, dans une perspective topologique, en même temps qu'un nouveau paradigme,. C'est un des concepts clef de son œuvre.

#### Parlêtre ou de l'importance du langage

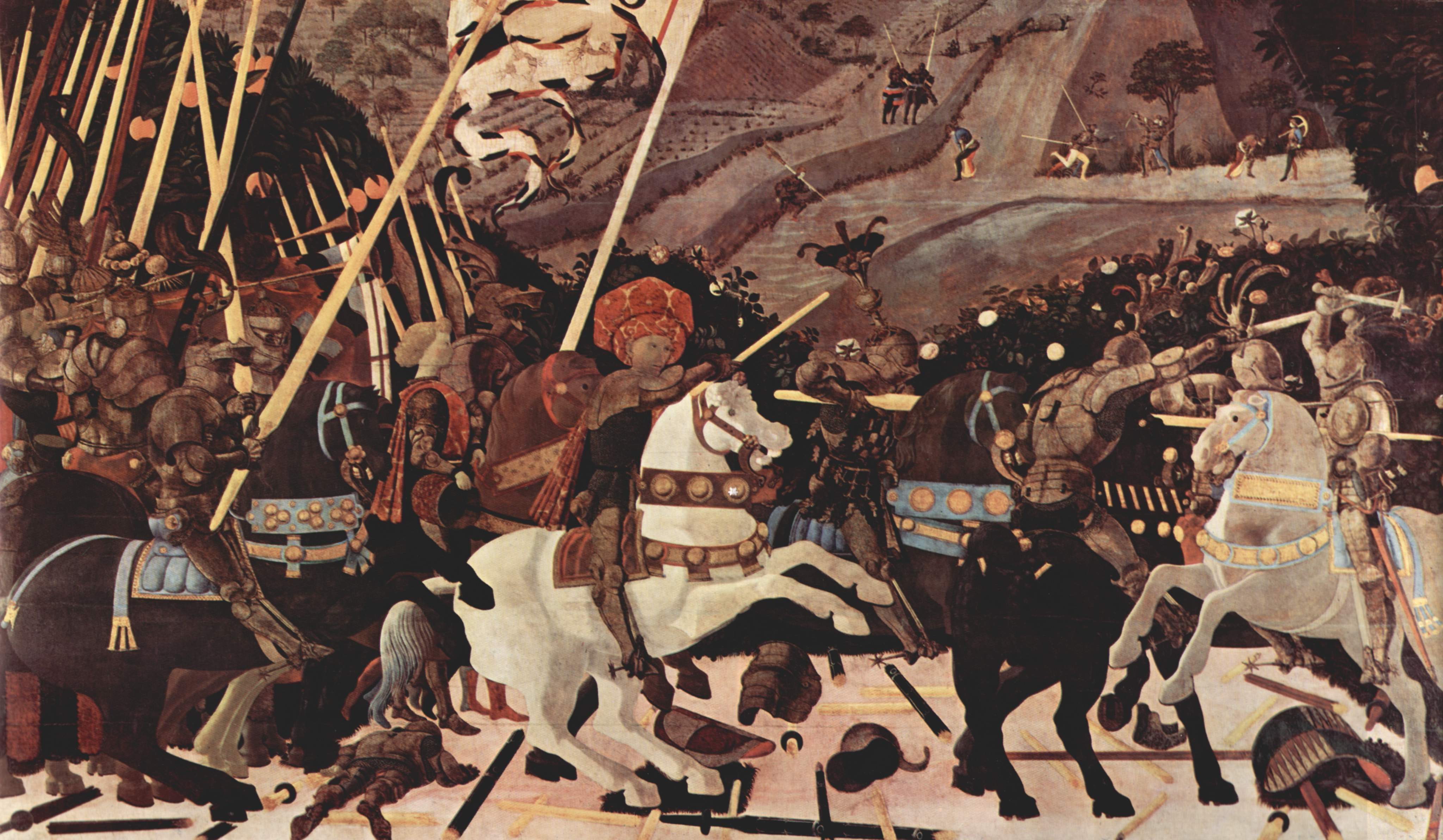
La Bataille de San Romano, Paolo Uccello. Dans le séminaire V, Lacan s'appuie sur cette scène de bataille et sur une histoire drôle pour illustrer une des particularités du symbolique : la généricité (ou la stéréotypie).

Élève et analysant de Jacques Lacan, Charles Melman affirme dans un ouvrage de témoignages : « En premier lieu, il s'est agi pour Lacan de souligner ce que Freud n'a pas pu ou n'a pas osé faire, à savoir montrer combien le langage est ce qui ordonne notre rapport au monde aussi bien qu'à nous-mêmes ».
La pensée de Lacan pourrait être définie comme une théorie structurale du désir et du langage. Théorie du désir, parce que l'essence de l'être humain est le désir pour le lecteur de Spinoza que sera Lacan toute sa vie. Théorie du langage, parce que c'est par celui-ci que l'on a accès à l'inconscient. Théorie structurale, car le langage répond à des logiques internes que les recherches linguistiques du XXe siècle ont réussi à subsumer sous le terme de structure. Or, la structure, pour Lacan, est à la fois ce qui produit et ce qui est la réalité de l'inconscient. En effet, l'inconscient n'est pas un stock de non-conscient, il correspond à un ensemble de processus actifs.
Ainsi, lorsque Lacan avance la théorie des trois ordres (Réel, Symbolique, Imaginaire), il le fait en s'appuyant sur ses réflexions concernant la nature, non du langage en général, mais de l'humain, l'être parlant (qu'il surnommera le parlêtre). Le fait d'apprendre le langage nous coupe en quelque sorte du monde : ainsi naît le Réel, ce qui ne peut être nommé, ce qui ne relève pas du langage. Le langage dans lequel nous naissons contient des valeurs, il organise le monde dans lequel nous vivrons avant même que nous soyons nés, cette dimension organisatrice et de distribution de la valeur, Lacan l'appelle le symbolique. Quant à l'imaginaire, il désigne la manière dont le sujet se perçoit par le truchement des autres et du langage dans lequel il se trouve.
La théorie lacanienne est à ce point tournée vers le langage qu'on peut en déceler l'importance dès son travail sur le stade du miroir. Lorsque l'enfant fait la différence entre l'image et la représentation, qui est exactement ce que décrit le stade du miroir, il ne fait rien d'autre que découvrir le signe, c'est-à-dire ce qui est mis là pour autre chose, qui désigne cette chose et qui pourtant ne l'est pas.

### Apports originaux à la théorie psychanalytique

#### Situation et enjeux
Objet de la première communication donnée par Lacan à un colloque international, le stade du miroir n'a cessé d'accompagner sa réflexion pendant toute son œuvre. En effet, dans sa réflexion sur ce stade ou cette phase, Lacan va reposer de manière tout à fait neuve un certain nombre de problèmes propres à la psychanalyse : sur la nature du moi, sur les rôles — pas clairement séparés chez Freud — du moi idéal et de l'idéal du moi, mais aussi sur la nature du narcissisme, point crucial de la théorie psychanalytique.
Il semble que cette approche a été déterminée par les cours d'éthologie animale que Lacan a suivis.

#### Stades du miroir
Lacan ayant commencé à travailler sur ce concept vers 1936 et l'ayant remanié jusqu'en 1960 environ, on comprendra aisément qu'il est impossible de réduire une réflexion de plus de vingt ans à une seule théorie. Il y aura par exemple le stade du miroir avant et après l'invention des trois ordres que sont le Réel, le Symbolique, et l'Imaginaire. Il y aura le stade du miroir avant et après l'invention de l'objet (a). Ce concept s'inscrira donc dans l'histoire de la réflexion lacanienne et, malgré sa célébrité qui pourrait laisser croire à quelque chose de simple et de réutilisable hors même du lacanisme, il est nécessaire pour le comprendre de le restituer dans les problématiques propres à la pensée de son inventeur.
Le stade du miroir est avant tout une réflexion sur deux concepts : celui de corps propre, le terme wallonien de corps propre désignant l'intuition de l'unité de sa personne par le bébé, et celui de représentation - c'est-à-dire à la fois la capacité à organiser les images et à se situer dans l'ordre de ces images. Lacan affirme que l'enfant anticipe sur son unité corporelle pas encore physiologiquement accomplie - du fait de la maturation incomplète du système nerveux - en s'identifiant à une image extérieure qu'il a été capable de différencier des autres : la sienne. Pour avoir pu différencier son image de celle des autres, il a fallu qu'il comprenne la différence entre l'image (au sens de tout ce qui est vu) et la représentation - l'image qui est mise à la place de ce qu'elle figure. Ma propre image dans le miroir ne peut être en effet qu'une représentation, elle me montre ce qu'en aucun cas je ne saurais voir directement, sans utiliser d'artifice. C'est ainsi que l'on peut comprendre une première différence entre le Je, celui qui voit son image et qui s'identifie à celle-ci, et le moi, l'image à laquelle l'enfant s'identifie.

Version finale du schéma du stade du miroir selon Lacan. S barré : le sujet divisé. M : Miroir. À : le grand Autre. C : le corps propre. a : l'objet du désir. i'(a) : moi idéal. S : sujet de l'inconscient. I : idéal du moi.

Cela découvre le sens de l'identification pour Lacan : c'est une tension entre un Je, qu'il renommera plus tard "sujet de l'inconscient", et un moi toujours social, posé dans l'ordre de la logique (puisque le corps distingué comme étant le corps propre l'est du fait d'une induction logique) et dans l'ordre social (plus tard Lacan soulignera l'importance du fait que l'assentiment d'un adulte soit donné à ce qui n'est qu'une intuition d'identification). Le stade du miroir, c'est donc l'aliénation active du sujet à une image, image qui ne peut servir à ce processus d'identification que si elle est reconnue à la fois comme artificielle par l'enfant et désignée comme représentation adéquate par l'adulte.
On croit parfois que le stade du miroir dévoile un moment du développement de l'enfant. Or ce qu'il entend dévoiler c'est la dynamique même de l'identification, dynamique qui reste la même tout au long de l'existence. Il décrit la structure - que Lacan appelle encore paranoïaque en 1949 - du sujet, divisé entre le Je, bientôt le sujet de l'inconscient, et le moi. Le Moi est redéfini comme une instance qui relève de l'image et du social, pur mirage, mais mirage nécessaire.

#### Le stade du miroir est-il un concept lacanien?
Lacan avait l'habitude de faire des emprunts à ses contemporains. Concernant le stade du miroir, les pages d'Henri Wallon dans Les origines du caractère chez l'enfant sont régulièrement citées, ainsi que les origines kojéviennes de la définition dynamique de l'identification conçue comme mouvement. Élisabeth Roudinesco rappelle aussi que la distinction Moi/Je qu'opère Lacan dans différents textes, et très importante pour sa réflexion, a certainement pour origine les remarques d'Édouard Pichon sur la difficulté qu'il y avait à traduire le Ich de Freud systématiquement par moi alors que dans certains contextes, le Je paraissait plus adapté. Même si ces problèmes de traduction ont effectivement intéressé Lacan, le Je lacanien est avant tout un Je imaginaire.
Néanmoins, sans nier l'apport de tous ces penseurs, la réflexion lacanienne sur le stade du miroir n'a que peu à voir avec la dialectique du développement que l'on retrouve chez Henri Wallon, qui n'a pas pour objet de recherche les problèmes conceptuels concernant l'identification en psychanalyse, comme il ne s'intéresse pas au narcissisme, ni à la nature imaginaire ou non du moi ou de l'objet du désir. Si l'on peut supposer une importance considérable de l'hégélianisme à la manière de Kojève, celle-ci s'efface dès 1954, peu de temps après l'entrée en jeu des concepts de Réel, Symbolique et Imaginaire.
Quant à l'apport de Pichon concernant la distinction Je/Moi, on sait que cette distinction subira des aventures conceptuelles bien éloignées des considérations théoriques du grammairien. Lacan a emprunté à Kojève, à Wallon, à Pichon, voire à Dali, mais force est de constater que le stade du miroir selon Lacan n'a, en définitive, rien de wallonien, de hojèvien, de pichonien ni de dalinien.

#### Le pas tout
Le stade du miroir inscrit le sujet dans une incomplétude radicale (Lacan se réfère explicitement à Kurt Gödel) non réductible à l'autre sexe. L'éternel discours amoureux, celui de l'amour courtois par exemple, n'est qu'une tentative de masquer qu'« il n'y a pas de rapport sexuel ».

#### Quatre discours
Le désir de l'analyste.
Lacan introduit en 1958 dans « La direction de cure » la notion de « désir de l’analyste ». Il ne s’analyse pas, il naît de l’acte de s’autoriser soi-même. En 1964, dans les Quatre concepts fondamentaux de la psychanalyse, Lacan le définit comme un désir d’obtenir « la différence absolue ». « Il met en évidence l’opération analytique, commente S. Cottet, comme visant à maintenir la distance entre l’idéal et l’objet du désir, le I et le a. Or l’analyste incarne cet idéal ; il veut donc obtenir le fin de cette idéalisation : il doit vouloir déchoir « pour être le support de l’a séparateur ». Principe qui repose sur le refus radical de toute identification à l’analyste. C’est le renoncement auquel Freud s’est soumis. Il souligna la difficulté qu’il y a à s’y tenir, « à être, paradoxalement, celui qui renonce à user du pouvoir imaginaire qui lui est donné ». Le désir de l’analyste est le désir d’être la cause du désir de l’analysant. Il vise une réduction des identifications, une traversée du fantasme, un dégagement du signifiant-maître au principe du symptôme fondamental.
Sinthome et singularité du sujet
Lacan décrit en 1975-1976 dans son Séminaire, Le Sinthome, comme ce qui pallie un défaut de « nouage » dans l'enfance des trois registres du langage que sont réel, symbolique et imaginaire et l'illustre avec l'exemple de l'écriture de James Joyce. Il s'appuie sur ce concept pour approcher une explication de la psychogénèse des structures psychiques, névrose, psychose et perversion, comme une manière propre à chacun de « nouer » ces trois registres c'est-à-dire d'entrer et se maintenir dans le langage.
Selon les théorisations freudiennes, les symptômes que soigne la cure analytique sont une expression d'un désir inconscient qui se manifeste à l'occasion de lapsus, rêves, rires, associations libres notamment. Il y a cependant des manifestations de ce désir inconscient qui ne sont ni lapsus, rêves ou rires, association libre. Elles ne disent rien d'un désir refoulé mais elles sont pourtant elles aussi des déplacements de sens. Les romans de James Joyce en sont l'illustration. Selon quelle logique ces déplacements se font-ils ? Ils ne sont guidés ni par un désir refoulé ni par une hallucination, ce qui n'exclut pas que désirs refoulés et hallucinations s'y mêlent. Il y a là quelque chose qui construit la langue unique de James Joyce mais qui ne relève en rien d'un symptôme. Au contraire, cela révèle quelque chose d'absolument singulier, le « sinthome, qui est ce qu'il y a de singulier chez chaque individu ».
Il reste donc, au cours d'une analyse par exemple, quelque chose de l'inconscient d'irréductible, qui ne s'exprime pas comme quelque chose de significatif, marque primordiale de l'entrée de l'enfant dans le langage indépendamment, peut être antérieurement] au stade du miroir, de la construction d'un moi en une névrose ou une psychose. Ce résidu, ou ce dont il témoigne par défaut, Lacan l'appelle sinthome. La fin d'une analyse est autant que possible d'assumer comme son symptôme ce résidu sinthomatique.
Lacan s'appuie sur ce constat d'une limite à l'exploration de l'inconscient pour faire l'hypothèse que chacun bricole une manière particulière de composer les registres du réel, symbolique et imaginaire générés par le langage et que c'est de ce bricolage propre, le sinthome, que se construit un nouage particulier de ces trois registres, une structure psychique. La névrose est de ce point de vue une suppléance, une construction palliative, au même titre que la psychose. Refoulement et forclusion ne sont que des modalités d'un procédé de construction psychique unique, le sinthome, dont il faut bien supposer l'existence pour expliquer qu'il y a refoulement ou forclusion].
Cela ne remet pas en cause la distinction entre névrose, psychose et perversion mais infère l'existence de quelque chose de propre à chacun qui le construit dans une de ces structures. Lacan propose toutefois, peut être plus comme une piste de recherche qu'un dogme, de préciser la nosographie et de donner une place distincte d'une part à ce qu'on pourrait appeler une psychose réussie qui ne sombre pas dans le délire paranoïaque mais s'exprime par exemple dans l'écriture comme l'a fait James Joyce, d'autre part à une « psychose ordinaire » ou blanche, mais non asymptomatique, qui se maintient en deçà du déclenchement d'un délire, ainsi qu'à une névrose phobique.
La reconnaissance de l'existence d'un sinthome, de quelque chose qui reste totalement inconscient, hors du langage mais nécessaire au langage, c'est aussi l'invitation faite au psychanalyste de ne pas réduire le sujet à ses symptômes ni à un diagnostic de structure mais d'en affirmer l'absolu singularité inconsciente. Le concept de sinthome permet à Lacan d'inscrire la psychanalyse à la fois dans une modestie qui reconnait les limites de la cure, ce que les détracteurs de Freud ont pris pour argument, et dans une éthique respectueuse des différences de chacun en dehors de toute psychologie normative ou normalisante, ce à quoi l'Ego-psychology ou la psychologie comportementaliste ne se résout pas.

#### Éthique et désir
« C'est à titre expérimental que j'avance (…) que la seule chose dont on puisse se sentir coupable […], c'est d'avoir cédé sur son désir ».

A mon seul désir, devise de la Dame à la Licorne et paraphrase à travers les siècles du « ne pas céder sur son désir » lacanien. C'est dans l'amour courtois que Lacan voit naître « une éthique de l'érotisme » qui, en soutenant non la satisfaction d'un plaisir mais, loin de toute mystique, le « plaisir de désirer », donne sa juste place, celle d'une possibilité de transgression, à la fonction du signifiant tel qu'il structure l'individu.

Paradoxalement, cette éthique, à l'adresse tant du psychanalyste que de l'analysant, est une invitation non au débridement des sens mais au devoir, un devoir dicté par un impératif catégorique où le postulat de la raison pratique kantienne, tel que le dénonce dans son universalité la subversion sadienne, se révèle être une structure fatale, voire tragique du désir : « (…) la bonne intention (…) promue [par] Abélard (…) ne nous met certainement pas à l'abri de la névrose et de ses conséquences. ». Le courage est d'assumer son désir, son être, jusque dans ses déterminations inconscientes, par exemple une homosexualité, une judéité rejetée ou tout autre singularité liée à l'histoire du sujet qui fait qu'il est devenu ce qu'il est, et non de se dédouaner comme un Tartuffe de la culpabilité que ce désir et ses négations génèrent derrière un masque de moralité.
Par cette leçon du 5 juillet 1960 intitulée Céder sur son désir, Lacan reformule la maxime de Freud : « Wo Es war, soll Ich werden »,, qu'il étendra six ans plus tard dans son Séminaire Le sinthome en affirmant, au-delà de toute réduction nosographique, la singularité du sujet psychotique.
Cet éclairage de l'éthique par l'expérience de la psychanalyse n'est pas pour Lacan sans conséquence politique. « Céder sur son désir », c'est, plus que se soumettre à un ordre moral, consentir à un ordre, communiste aussi bien que capitaliste, « post révolutionnaire ». Prolongeant l'analyse de Malaise dans la civilisation, Lacan voit dans les « sciences humaines » une tentative de substitution de facteurs externes aux déterminations intrinsèques du désir et de la récupération de celui-ci dans le but de son asservissement. Inversement, il voit avec optimisme l'expression contemporaine de ce désir libéré de la religion, au risque de son utilisation à des fins de mort, dans le progrès de la science physique.

## Influences et réceptions
Jacques Lacan « a dominé pendant trente ans la psychanalyse en France. Il l'a marquée de son style ; il y laisse une trace ineffaçable », écrit Patrick Guyomard : « Aimé et haï, adoré et rejeté », il s'est imposé même à ceux qui ne voulaient pas de lui, « ne laissant personne indifférent », quelles que soient « les contraintes, les difficultés, voire les limites » de sa pensée et de son œuvre.
D'après l'analyse du psychologue Jacques Van Rillaer, « Lacan était un génie de l’imposture intellectuelle » qui « avait fini par pouvoir dire n’importe quoi » en bénéficiant d'une adoration comparable à celle portée à un gourou. Il décrit un mécanisme d'appartenance reposant sur l'assimilation de « quelques mots-clés » (signifiant, Phallus, nom-du-Père, castration, béance, etc.) qui « agissent comme des incantations magiques
qui permettent d’être accepté dans la communauté lacanienne et de devenir un « sujet supposé savoir » ». Il ajoute que « Lacan a renforcé le mode de pensée irrationaliste. Ses disciples se complaisent dans une sorte de mystique » ; il cite à titre d'exemple d'anciens lacaniens, tel Stuart Schneiderman qui décrit que « les paroles de Lacan sont devenues l’objet d’un rituel sacré », précisant que l'enseignement de Lacan n'est que rarement compris par ses disciples.

### Mouvement lacanien, lacanisme
Le mouvement lacanien français consiste en de nombreuses associations, environ une vingtaine, qui sont issues de la dissolution en 1980 de l'École freudienne de Paris (E.F.P.) et, en janvier 1981, de la fin de La Cause freudienne devenue l'École de La Cause freudienne. Jacques Sédat en cite les principales dans l'ordre chronologique :
- Le 1er février 1981 sont créés par Claude Dumézil et André Rondepierre les Cartels constituants. Cette association va se trouver affaiblie par le décès d'André Rondepierre et de nombreux départs à l'origine de deux autres associations[290].
- Le 7 mars 1981, Jean Clavreul, Solange Faladé et Charles Melman fondent le Centre d'études et de recherches freudiennes (C.E.R.F.), d'où naissent trois autres associations après son implosion[290].
- En juin 1982, Charles Melman fonde l'Association freudienne, devenue ensuite l'Association freudienne internationale : c'est la plus importante en nombre des associations lacaniennes. De nombreux membres sont en Belgique et en Argentine. L'association réintroduit la question de la passe en juin 1994. Elle publie : Discours psychanalytique, Le Journal de la psychanalyse de l'enfant, Le Trimestre psychanalytique, Le Journal français de psychiatrie et depuis 1999, La Célibataire[290].
- Le 28 juin 1982, Maud Mannoni fonde avec Octave Mannoni et Patrick Guyomard le Centre de formation et de recherches psychanalytiques (C.F.R.P.), qui se développe rapidement et compte cinq cent cinquante membres au moment de sa dissolution en 1995. Le C.F.R.P. publie Esquisses psychanalytiques et est à l'origine d'une importante collection chez Denoël[290].
- L'École lacanienne de psychanalyse (E.L.P.) est fondée en 1983 par d'anciens membres des Cartels constituants (Jean Allouch, Guy Le Gaufey, Philippe Julien, Erik Porge et Christian Simatos). L'E.L.P. soutient une passe sans nomination ; elle est très active, publie de nombreuses revues, dont Littoral et L'Une-bévue, et elle est très présente en Amérique latine (Brésil et Argentine)[290].
- L'association Analyse freudienne, créée par Claude Dumézil à la suite de la scission des Cartels constituants, publie Analyse freudienne devenue en 2000 analyse freudienne Presse[290].
- Issues de la dissolution du C.F.R.P., deux associations importantes en nombre privilégient l'enseignement et la formation des analystes : « Espace analytique », fondée par Maud Mannoni le 16 octobre 1994, publie Figures de la psychanalyse, et la Société de psychanalyse freudienne, fondée en février 1995 par Patrick Guyomard, publie les Lettres de la Société de psychanalyse freudienne. Ces deux sociétés ont renoncé à la passe : les analystes deviennent membres grâce à un jury d'habilitation prenant en compte leur parcours et leur pratique analytique[290].
- Sont citées aussi l'École freudienne, fondée en 1983 par Solange Faladé, le Cercle freudien et le Mouvement du Coût freudien, ainsi que deux associations issues, par scission, de l'École de la Cause freudienne : l'École de psychanalyse Sigmund Freud (mai 1994), qui reconduit l'expérience de la passe, et l'École du Champ lacanien (mai 1999) fondée par plusieurs responsables de l'E.C.F., dont Colette Soler[290].

Sur le plan international, les lacaniens se retrouvent dans une structure souple, Convergence, à laquelle il faut ajouter l'Interassociatif européen de psychanalyse (1989) qui regroupe aussi quelques autres associations en France, au Danemark, en Espagne, en Italie et au Luxembourg.
Le légitimisme lacanien est « incarné en France par Jacques-Alain Miller, exécuteur testamentaire et gendre de Jacques Lacan ». Dans l'histoire du mouvement psychanalytique, le lacanisme se définit comme « un courant représenté par les divers partisans de Jacques Lacan, toutes tendances confondues ». Il « se reconnaît dans la doctrine fondée par Sigmund Freud » et se distingue en conséquence des autres écoles de psychothérapie « par son adhésion à la psychanalyse, c'est-à-dire à la cure par la parole comme seul lieu du traitement psychique, et aux grands concepts freudiens fondamentaux : l'inconscient, la sexualité, le transfert, le refoulement, la pulsion ». D'après Élisabeth Roudinesco et Michel Plon, le lacanisme n'existant que pour s'être constitué historiquement comme un freudisme et plus encore comme « l'essence du “vrai” freudisme », il ne peut se fonder qu'« en surajoutant le nom même de Freud à sa démarche et à ses institutions ». Il se situe toutefois à contre-courant des autres tendances du freudisme, notamment de celles « qualifiées péjorativement de “psychanalyse américaine” » : sont désignés sous ce terme le néofreudisme (représenté par Karen Horney, Erich Fromm, Harry Stack Sullivan), l'annafreudisme et l' Ego psychology. Pour Jacques Lacan et après lui ses disciples et héritiers, ces courants renvoient à une « conception “dévoyée” de la psychanalyse » : à une doctrine centrée sur le moi et oublieuse du ça, « à une vision adaptative ou culturaliste de l'individu et de la société ».

### Critiques et réception par les psychanalystes non lacaniens
Gilbert Diatkine fait un bilan critique de l'héritage lacanien dans le dernier chapitre de son ouvrage consacré à Lacan. Il se demande comment le fait que Lacan ne garde pas les concepts de libido, de pulsions sexuelles et agressives, de conflit psychique, de l’objet interne, et tous les aspects du narcissisme qui ne relèvent pas de la relation en miroir peut être compatible avec l'attachement de Lacan à Freud. Il y a, selon lui, une part de calcul lié à son exclusion de l'API et destiné donc à se présenter comme le véritable représentant de Freud mais cela s'accompagne d'une identification réelle à Freud de sa part. Diatkine avance que Lacan attribue parfois à Freud ses propres concepts ou bien qu'il lui prête parfois l'inverse de ce qu'il a exprimé. S'il lui arrive de s'opposer à Freud, il montre cependant le plus souvent un accord total avec lui, quitte à nier les divergences.
Selon Diatkine, la pensée de Lacan a dès lors une tournure paradoxale et opère une critique de Freud qui n'est pas présentée comme telle, et bien qu'il ait dénoncé la figure du narcissisme aliénant, il finit par s'y identifier lui-même. François Roustang parle à ce sujet de « destin si funeste » qui consiste pour Lacan à faire ce qu'il a reproché à ses adversaires. Selon Diatkine, Lacan fait preuve de « paradoxes pragmatiques », c'est-à-dire de contradictions dans la cure et les institutions psychanalytiques aussi bien que dans la théorie où il emploie parfois un mot dans un sens qui lui est propre aussi bien que dans son sens usuel, et ces contradictions se retrouveront dans sa vie : attaque de l'API et demande de reconnaissance de sa part, attitude à la fois critique et respectueuse à l'égard de la psychiatrie, de même à l'égard de la religion ou du communisme. Diatkine avance l'hypothèse que la cause de cette attitude se trouve dans la fin de la propre analyse de Lacan, achevée prématurément à cause de calculs propres à son psychanalyste.
Si Lacan a permis de saisir l'importance d'une nouvelle dimension psychique, celle spéculaire du sujet, différente d'une intériorité, sa remise en cause de certains concepts ne se justifie pas forcément pour Diatkine. Dès lors, l'utilisation de Lacan ne s'avère pas aisée mais peut permettre de « s'enrichir de bien des connaissances ».
Il met au crédit de Lacan divers apports dans le domaine de la théorie. Son travail sur la terminologie a entraîné de nouvelles traductions que ce soit par Jean Laplanche et André Bourguignon ou Jean-Bertrand Pontalis. La dimension spéculaire du narcissisme est selon Diatkine celle qui a été la mieux perçue par les psychanalystes non lacaniens et dont découlent en bonne part les travaux sur le Moi-Peau de Didier Anzieu ; L'opposition entre Moi idéal et Idéal du Moi est critiquée par Janine Chasseguet-Smirgel mais reprise par Pierre Marty ; Donald Winnicot reprend le concept de stade du miroir à propos de la mère, et son concept de vrai self se rapproche de l'émergence du sujet chez Lacan en tant que but à l'analyse.
La conception lacanienne du symbolique a influencé la théorie de la séduction généralisée de Jean Laplanche ; selon Diatkine, c'est grâce à Lacan que l'on s’intéresse plus au complexe d'Œdipe en France que dans les pays anglo-saxons et les travaux de Michel Fain et Denise Braunschweig, ou de Claude Le Guen en découlent ; Piera Aulagnier ou Guy Rosolato ont développé leurs propres théories à partir de Lacan et son influence sur André Green a été considérable.
Sa relecture de Freud a fait saisir les spécificités de la projection psychotique, du clivage du moi, de la forclusion qui si elle échoue selon Diatkine à expliquer les psychoses a permis de sensibiliser l'ensemble des psychanalystes français aux fondements de la psychopathologie. Maria Torok et Nicolas Abraham ont quant à eux élaboré un compromis entre sa critique de l’introjection et les découvertes de Sándor Ferenczi et de Melanie Klein. La scansion signifiante et la ponctuation en lien avec les séances courtes est reprise par Jean-Luc Donnet.
Diatkine affirme également que même sans reprendre aucune de ses théories des psychanalystes non lacaniens ont été sensibles à l'influence de Lacan. La critique du symbolisme par Lacan se retrouve dans la méfiance des psychanalystes français à l'égard de l'interprétation de « contenu » tel que pratiqué dans les pays anglo-saxons. Sa remise en cause de la pulsion est de plus en plus acceptée et la réaction des psychanalystes américains contre la psychologie du Moi rejoint les critiques de Lacan.
Lacan a également influencé les débats sur la pratique de la cure à la Société Psychanalytique de Paris notamment en 1974 à la suite du travail de Serge Viderman, et de nombreux psychanalystes reconnaissent leur pratique comme un travail sur le signifiant. La critique par Lacan du système de formation y a également eu une grande influence notamment sur les travaux de Jean Favreau, de Jean-Luc Donnet ou Robert Barande sur la suggestion bien que de nombreuses réformes viennent surtout de l'influence de Sacha Nacht.
Enfin, pour Diatkine, c'est sur la question de l'éthique analytique que les points de passages sont les plus difficiles à trouver entre les psychanalystes lacaniens et non lacaniens.

### Philosophie
La question des rapports entre l'œuvre de Lacan et la philosophie peut se poser de différentes manières. En premier lieu, il est possible de se questionner sur l'influence de la philosophie dans le parcours intellectuel de Lacan et sur ce que celui-ci a pu emprunter aux différents penseurs dont il faisait la lecture. On peut aussi s'interroger sur l'importance du travail de Lacan pour la philosophie, voire, avec Jean-Pierre Cléro, se demander s'il existe une philosophie de Jacques Lacan.

### Mathématiques

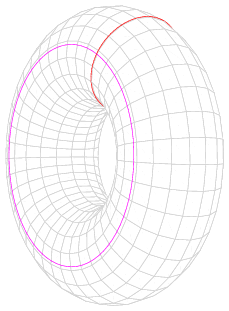
Je suis attaché à considérer le tore comme étant capable d'être découpé selon […] une bande de Moebius double. […] Le conscient et l'inconscient communiquent et sont supportés tous les deux par un monde torique.